# Festung Ehrenbreitstein

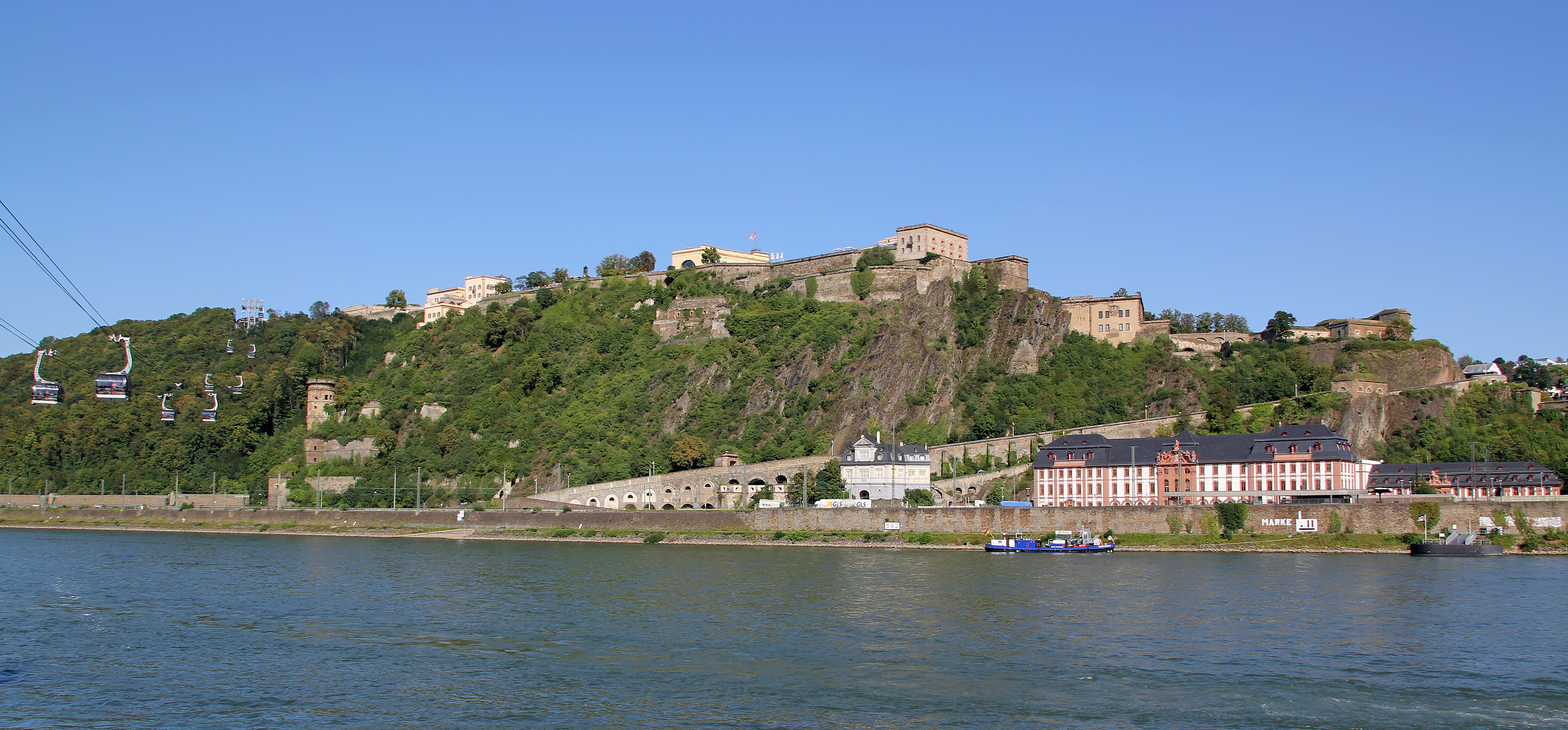
Die Festung Ehrenbreitstein in Koblenz, links die Seilbahn zum Festungsplateau, rechts unten die Pagerie und der Dikasterialbau des ehemaligen Schlosses Philippsburg

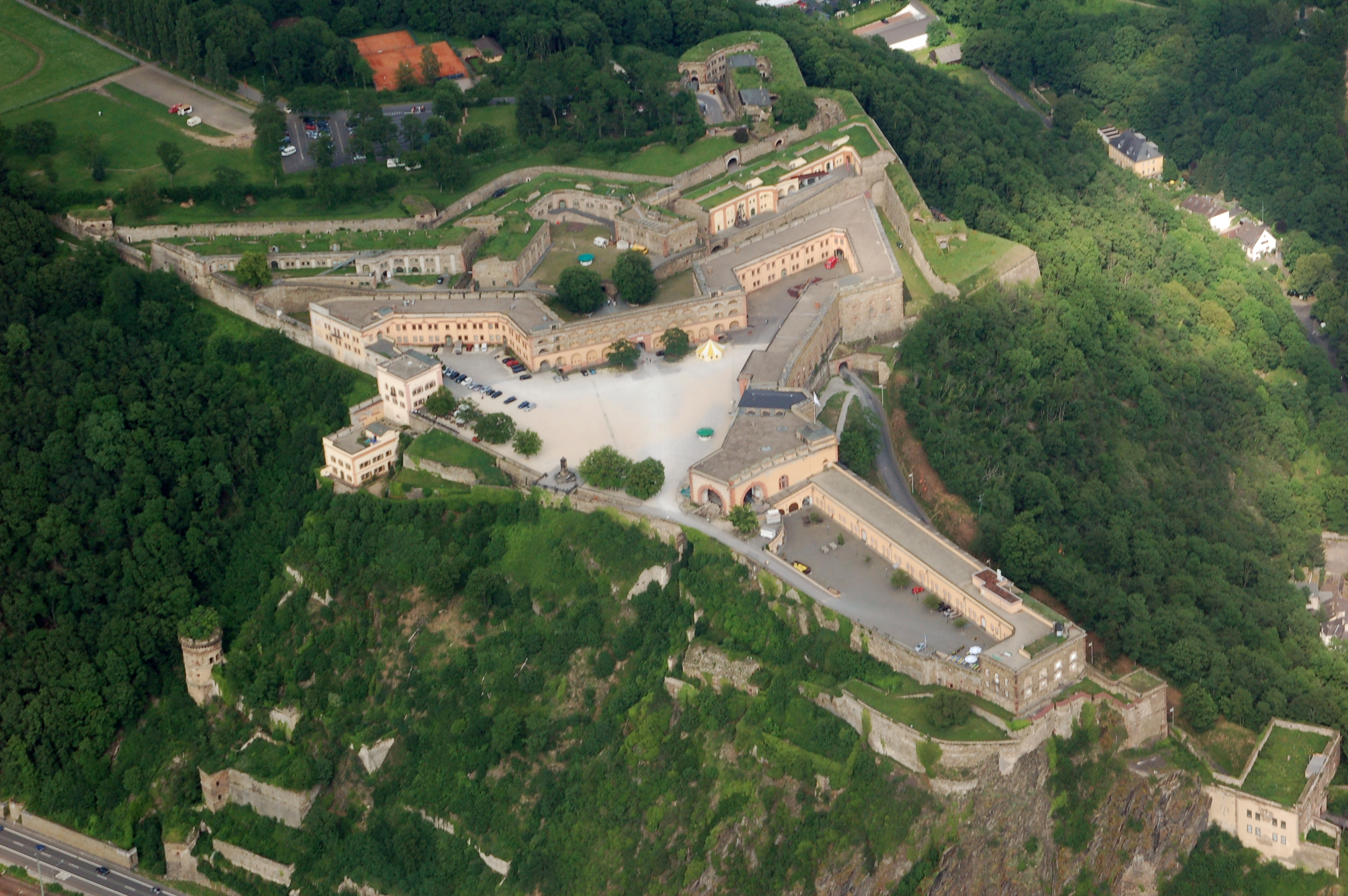
Luftbild der Festungsanlage 2007

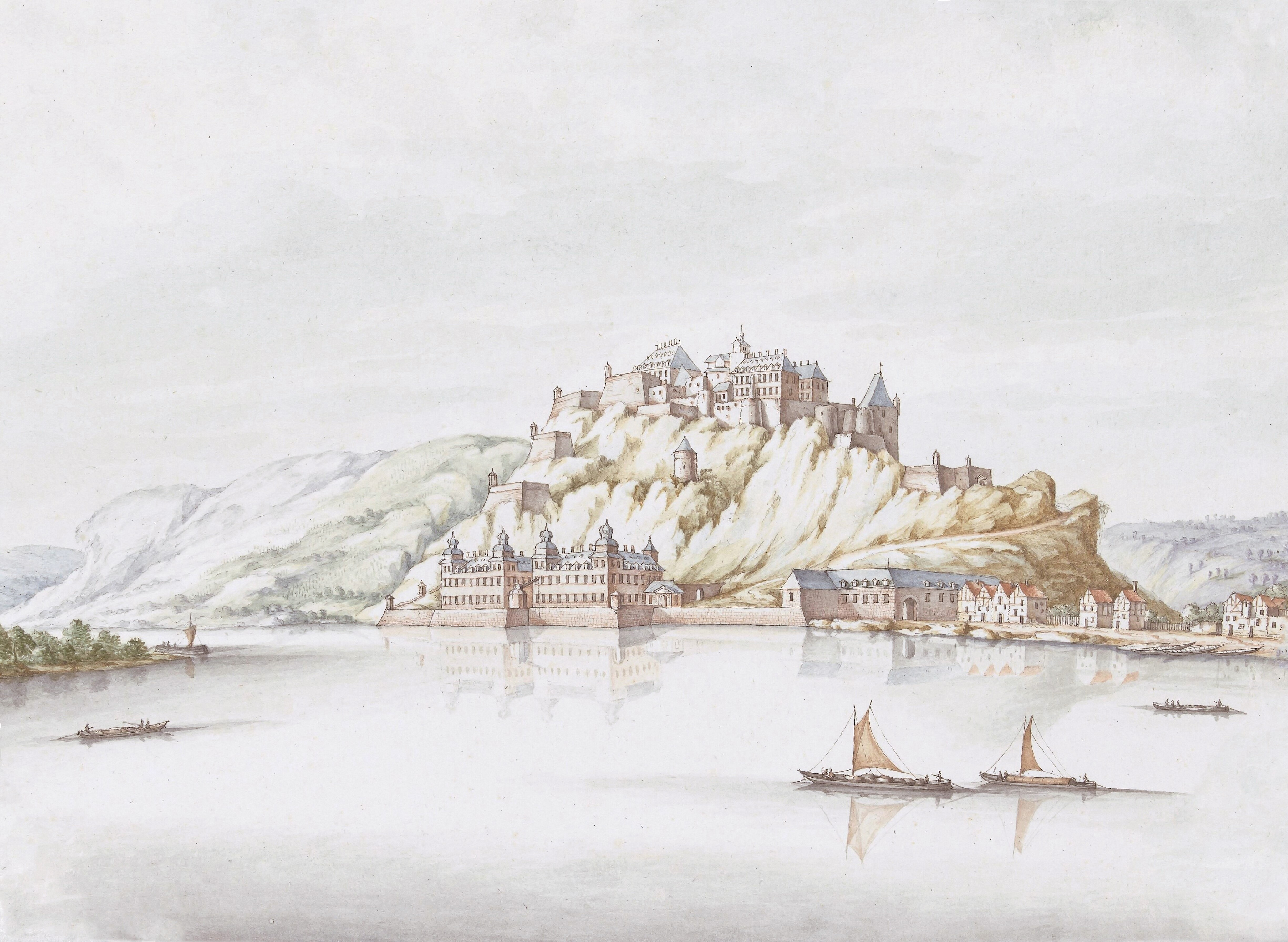
Der barocke Vorgängerbau, um 1700, darunter Schloss Philippsburg

Die Festung Ehrenbreitstein ist eine seit dem 16. Jahrhundert bestehende, ursprünglich kurtrierische, später preußische Befestigungsanlage gegenüber der Moselmündung in Koblenz.
Ihr barocker Vorgängerbau, der auf eine um das Jahr 1000 errichtete Burg zurückging, war zeitweilig Residenz der Kurfürsten von Trier und wurde 1801 von französischen Revolutionstruppen gesprengt. In ihrer heutigen Gestalt wurde die Zitadelle (eigentlich „Feste Ehrenbreitstein“ genannt, geplanter Name war „Feste Friedrich Wilhelm“) zwischen 1817 und 1828 unter Leitung des preußischen Ingenieur-Offiziers Carl Schnitzler neu errichtet. Sie war Teil der Anfang des 19. Jahrhunderts errichteten preußischen Festung Koblenz und gehörte zum System Oberehrenbreitstein. Von der preußischen Armee bis 1918 militärisch genutzt, diente sie im System der Koblenzer Festungswerke der Sicherung des Mittelrheintals und der gesamten Verkehrsinfrastruktur, d. h. Bahnwege und Flussübergänge bei Koblenz.
Heute ist sie Eigentum des Landes Rheinland-Pfalz und beherbergt das Landesmuseum Koblenz, die Koblenzer Jugendherberge, das Ehrenmal des Deutschen Heeres sowie verschiedene Verwaltungsstellen. Zur Bundesgartenschau 2011 wurden in die Veranstaltungsfläche Teile des Festungsgeländes sowie das Vorgelände einbezogen. Auf letzterem entstand ein großzügiger Landschaftspark mit Aussichtsplattform.

## Lage

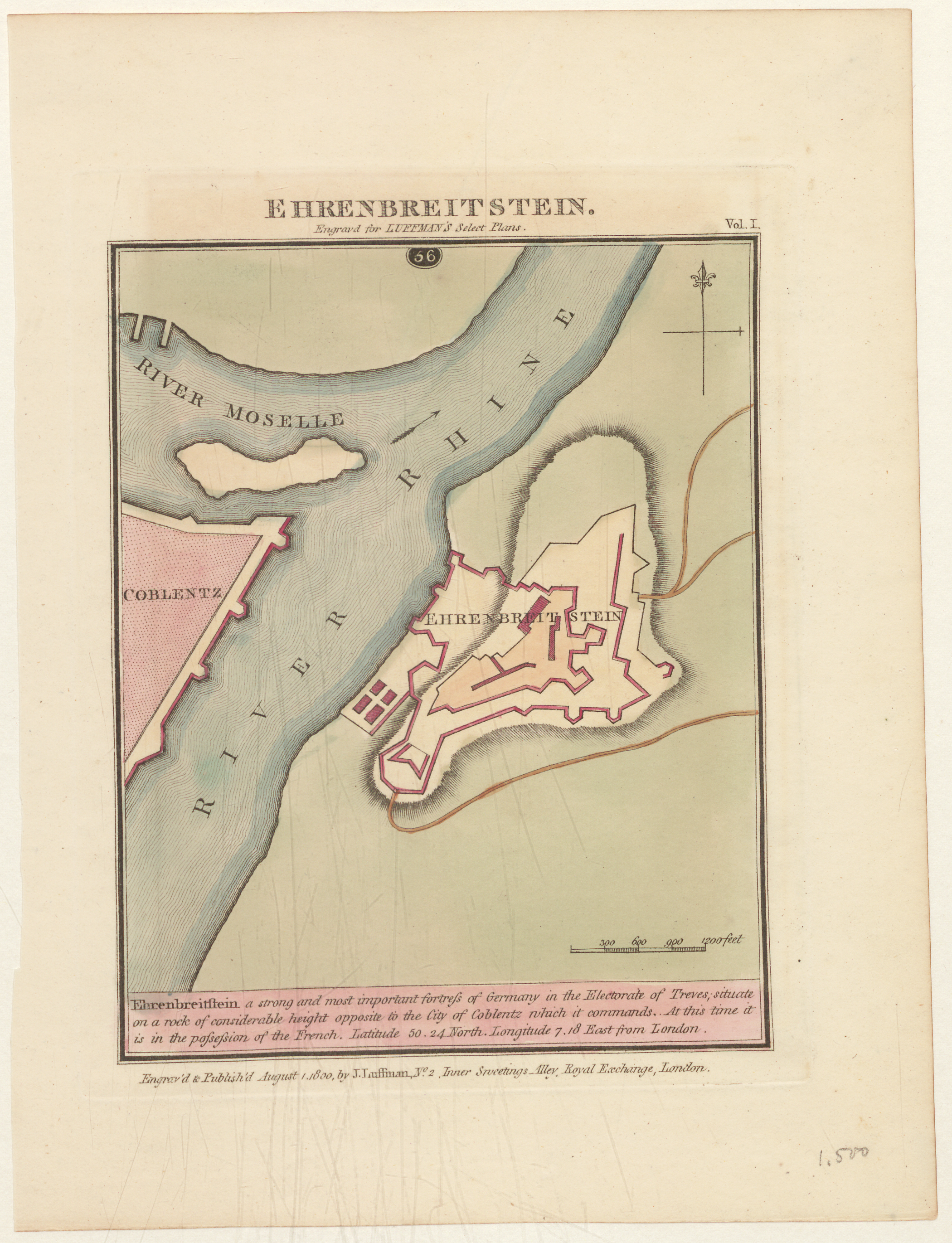
Lageplan der Festung Ehrenbreitstein 1800

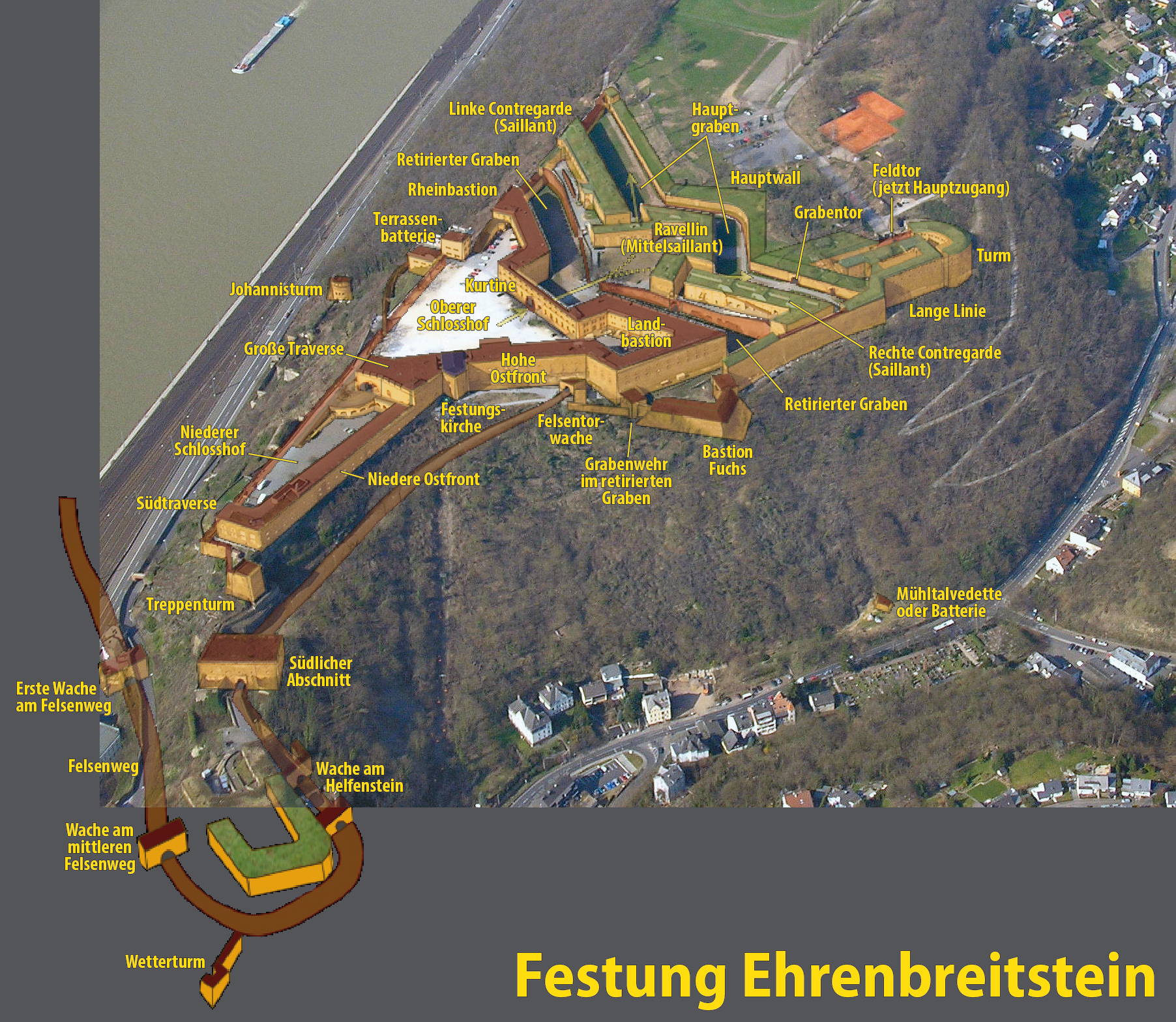
Lageplan der Festung Ehrenbreitstein in Koblenz

Blick von der Festung Ehrenbreitstein auf Koblenz und Deutsches Eck

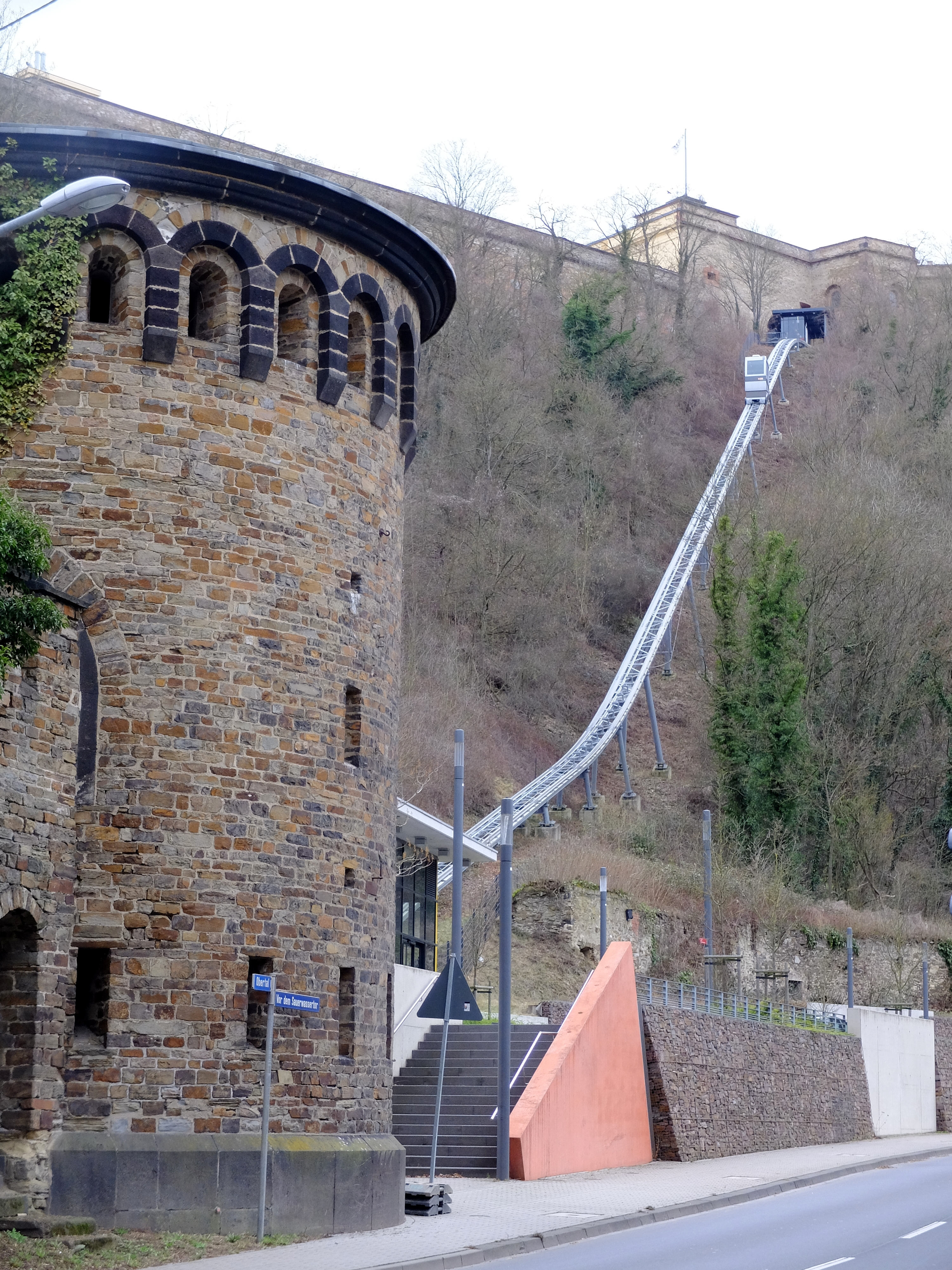
Schrägaufzug zur Festung, den es seit der BUGA 2011 gibt

Die Festung Ehrenbreitstein liegt auf einem 180 m hohen Bergsporn gleichen Namens, dessen schroffe Felshänge im Koblenzer Stadtteil Ehrenbreitstein in das Rheintal auslaufen. Dadurch musste nur der Hügelrücken, zum Plateau im Nordosten hin, besonders stark verteidigt werden. Im 19. Jahrhundert galt die preußische Festung Ehrenbreitstein als uneinnehmbar, zum einen durch ihre Lage auf dem gleichnamigen Berg und zum anderen, weil der Feind stets von allen Seiten durch die anderen Festungen und Forts im Festungsverbund attackiert werden konnte. Der Ehrenbreitstein wird auf drei Seiten – im Süden, im Osten und im Westen zum Rhein hin – von hohen Steilhängen begrenzt. Die Festung ist vom Rheinufer her, am Vorwerk Helfenstein vorbei, sowie vom Bergplateau im Norden zugänglich. Der für Verteidigungszwecke ideal geeignete Bergsporn wurde seit frühester Zeit für militärische Anlagen genutzt.

## Geschichte der militärischen Nutzung

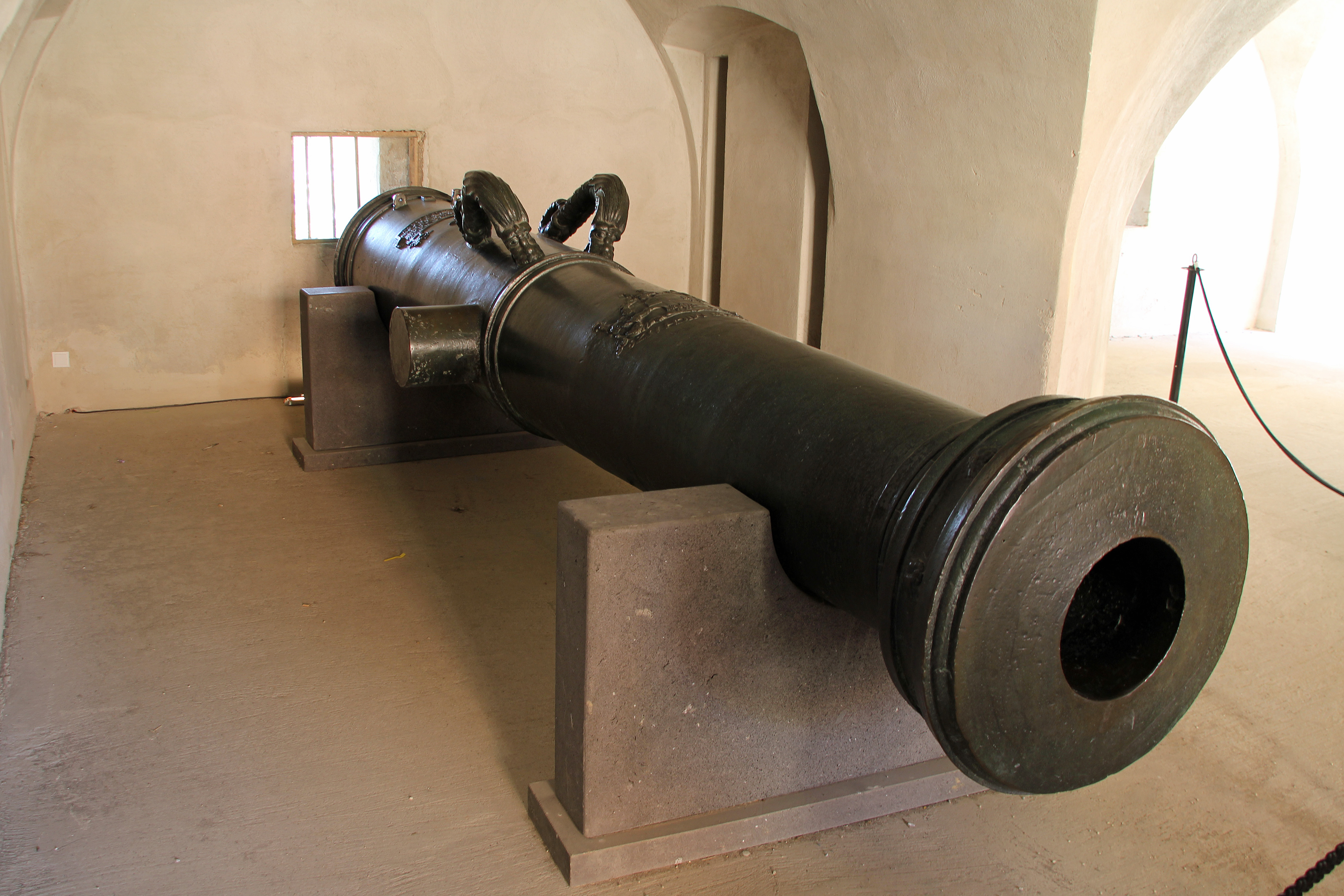
Kanone Greif von 1524

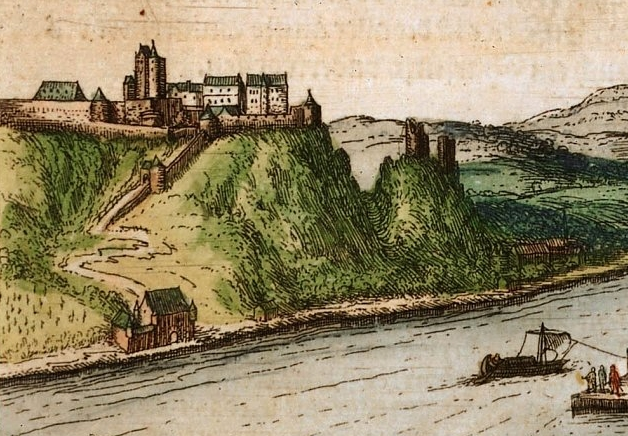
Festung 1573, Braun & Hogenberg

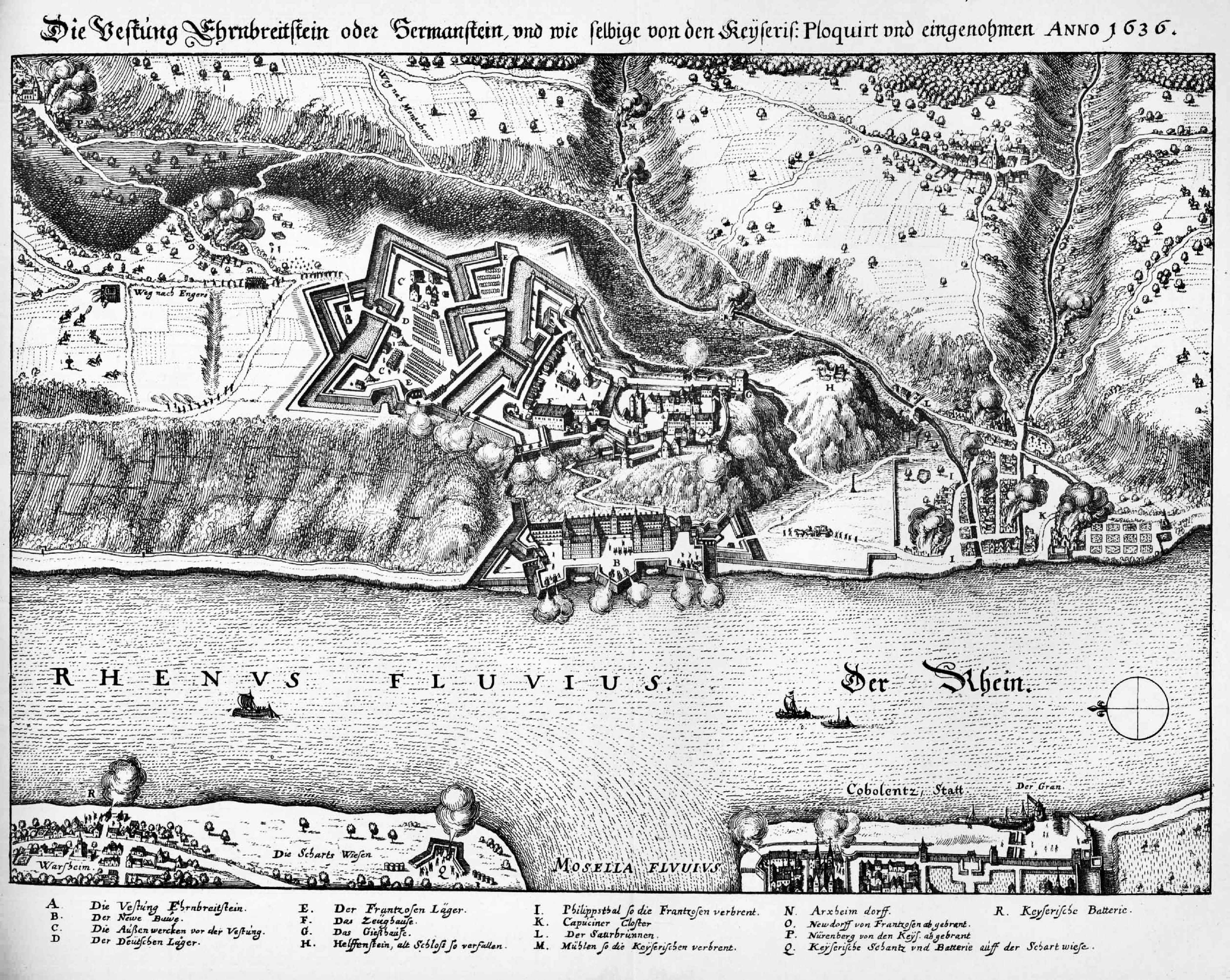
Festung 1636, Merian

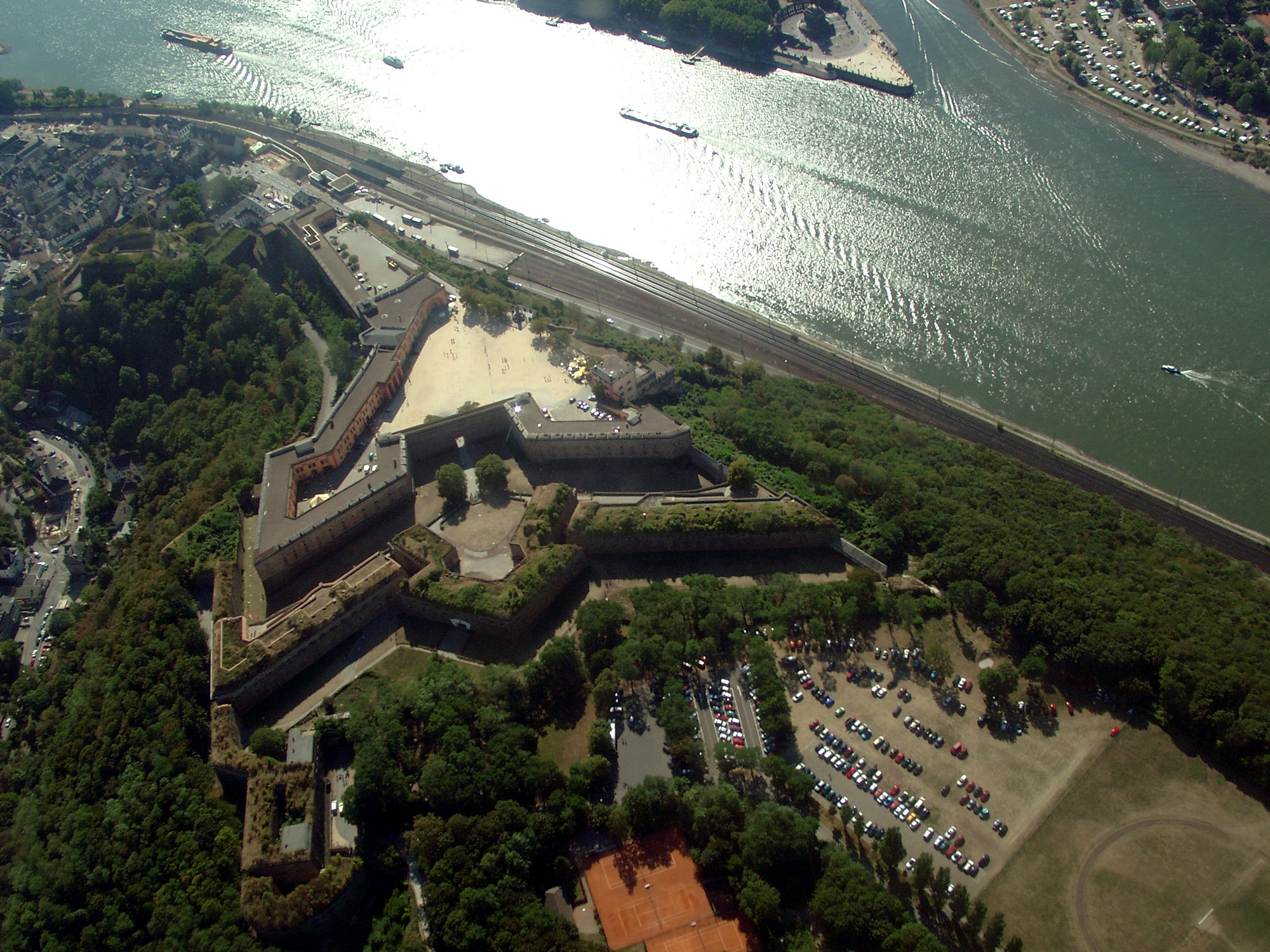
Luftbild der Festungsanlage 2003

### Vorgeschichte
Die Besiedlung des Ehrenbreitsteins ist schon für die Zeit um 4000 v. Chr. nachgewiesen. Bei Ausgrabungen im Frühjahr 2005 wurden unter der Großen Traverse (genauer: unter dem östlichen Kuppelsaal) Reste eines Pfahlgrabens aus dem 10. Jahrhundert v. Chr. gefunden. Er war Teil einer bronzezeitlichen Wehranlage, die sich auf dem Südteil des Bergsporns befand. An einer nur etwa 30 Meter breiten Stelle sicherte die von hinten mit Erde verstärkte Palisade den südlichen Teil des Bergsporns gegen die einzige Zugangsmöglichkeit im Norden. Bei einer archäologischen Ausgrabung wurden 2003 unter dem Fahnenturm Reste eines keltischen Adelssitzes entdeckt. Aus der Römerzeit stammen Funde von Pfeilschleudergeschossen, Gefäßen und Münzen, die eine römische Nutzung des Felsens erkennen lassen. Auf dem südlichen Felssporn befand sich etwa von 250 bis 450 ein spätrömischer Burgus zum Schutz der Moselmündung, der Römerstraßen und des nahe gelegenen Limes. Keramikfunde aus karolingischer Zeit lassen eine mittelalterliche Befestigung im 8. oder 9. Jahrhundert vermuten.

### Burg Ehrenbreitstein
Um das Jahr 1000 befand sich hier wohl die von Erembert oder Ehrenbrecht aus lahngauisch-konradinischem Grafengeschlecht errichtete Burg Ehrenbreitstein. Nach einer ersten urkundlichen Erwähnung ging sie nach Kauf durch Erzbischof Poppo von Babenberg um 1020 in den Besitz der Fürstbischöfe von Trier über. Die Burg war der Brückenkopf für den rechtsrheinischen Besitz des Kurfürstentums Trier und galt als dessen sicherste Burg. So wurden hier in unsicheren Zeiten bedeutende Heiligtümer des Landes aufbewahrt, z. B. der Kopf des heiligen Matthias (Bistumspatron) von 1380 bis 1422 und der Heilige Rock mit wenigen kurzen Unterbrechungen von 1657 bis 1794.
Die Burg wurde um 1160 von Erzbischof Hillin von Fallemanien ausgebaut. Ein in dieser Zeit gebauter Halsgraben, der sogenannte Hellengraben, konnte unter der Großen Traverse nachgewiesen werden. Er erneuerte die erzbischöflichen Häuser, vertiefte den Halsgraben, errichtete dahinter den fünfeckigen Bergfried und ließ eine Zisterne anlegen. Es folgten noch weitere Aus- und Umbauten, insbesondere ab dem 16. Jahrhundert der Ausbau der Burg zur Festung. Gelegentlich taucht der Name Festung Hermannstein in alten Grafiken auf. Er beruht offensichtlich auf Fehlern der Grafiker.
Südlich entstand um 1160 auf einem Bergsporn die Burg Helfenstein, die von der Familie von Helfenstein bis ins 14. Jahrhundert bewohnt wurde und danach verfiel. Mit Bau der preußischen Festung wurde die Burgruine vom Fort Helfenstein überbaut.

### Ausbau zur kurtrierischen Festung
Erzbischof Richard von Greiffenklau zu Vollrads begann im frühen 16. Jahrhundert wegen der voranschreitenden Kriegstechnik mit dem Ausbau der Burg zu einer Festung. Die Anlage wurde auf der Nordseite mit einem Graben und Bastionen versehen. Die Errichtung des Zeughauses geht ebenfalls auf seine Initiative zurück. Greiffenklau ließ auch die ersten Kanonen für die neue Festung gießen. Die größte dieser Kanonen ist die 1524 von Meister Simon aus Frankfurt am Main gegossene, neun Tonnen schwere und 4,66 Meter lange Belagerungskanone Greif. Nach der Eroberung des Ehrenbreitsteins durch die Franzosen 1799 wurde die Kanone nach Frankreich gebracht. 1940, nach der Eroberung Frankreichs, kam sie kurzzeitig zurück, wurde aber 1946 wieder nach Paris gebracht. 1984 kam sie während der Amtszeit des französischen Staatspräsidenten François Mitterrand, der auf dem Ehrenbreitstein einen entsprechenden Vertrag mit Bundeskanzler Helmut Kohl unterzeichnete, als Dauerleihgabe auf die Festung zurück.
Um 1600 entstand unter der Leitung des Festungsbaumeisters Johann (II.) von Pasqualini, einem Enkel von Alessandro Pasqualini, eine Bastion vor der Festung. Unterhalb und im Schutze dieser ließ Kurfürst und Erzbischof Philipp Christoph von Sötern 1626 bis 1629 das Schloss Philippsburg erbauen und verlegte 1629 seine Residenz aus dem inzwischen unsicher gewordenen Trier hierher. Im Dreißigjährigen Krieg wechselte die Festung Ehrenbreitstein zweimal den Besitzer, nachdem der Erzbischof 1631 zunächst Frankreich das Besatzungsrecht eingeräumt hatte und französische Truppen am 5. Juni 1632 die Festung besetzt hatten. Drei Wochen später kapitulierte die Stadt Koblenz und wurde ebenfalls besetzt. Im Oktober 1635 traten die Franzosen nach einem Bündnis mit dem Herzog Bernhard von Sachsen-Weimar in den Krieg ein. Nachdem der Erzbischof 1635 von kaiserlichen Truppen gefangen genommen und Trier erobert worden war, befreiten diese im Mai 1636 auch Koblenz. Die Franzosen kontrollierten jedoch weiter die Festung als Brückenkopf auf der rechten Rheinseite. Um den Ehrenbreitstein zur Übergabe zu bringen, zog schließlich Johann von Werth, der bereits über 30 Siege gegen die Franzosen errungen hatte und daher als der Franzosenschreck bekannt war, von Köln aus gegen die Festung. Nach einer Belagerung, bei der es ihm gelang, die französischen Truppen auszuhungern, kapitulierte die Festung am 27. Juni 1637 und blieb bis zum Kriegsende unter kaiserlicher Besatzung.
Der Ehrenbreitstein fiel 1650 wieder zurück an Kurtrier. Die Erzbischöfe Karl Kaspar von der Leyen und Johann Hugo von Orsbeck ließen im 17. Jahrhundert die Festung weiter ausbauen. Letzterer ließ den Hellengraben nach den Beschießungen der Stadt Koblenz 1688 im Pfälzischen Erbfolgekrieg mit Trümmerschutt verfüllen und darüber einen mehrgeschossigen repräsentativen Residenzbau errichten. Erzbischof Franz Georg von Schönborn begann 1729 mit dem weiteren Ausbau der Anlage zu einer barocken Festung. Den beiden Wällen im Norden ließ er noch die neuen Schönborn-Werke vorlegen. Balthasar Neumann plante diesen Wall mit Graben, gedecktem Weg und Gegenminensystem um 1730. Auf der Rheinseite und dem Helfenstein wurden zusätzliche Batterien aufgestellt.
Am 23. Oktober 1794 eroberten französische Revolutionstruppen im Ersten Koalitionskrieg die Stadt Koblenz und belagerten ab 1795 viermal die Festung. Am 27. Januar 1799 wurde sie nach fast einjähriger Blockade übergeben, weil die Besatzung kaum noch Verpflegung hatte. Durch den Frieden von Lunéville waren die Franzosen 1801 gezwungen, das rechte Rheinufer aufzugeben, also auch den Ehrenbreitstein. Um sie nicht den Gegnern zu überlassen, sprengten sie die barocke Festung planmäßig. Das darunter liegende Schloss Philippsburg wurde bei der Sprengung so in Mitleidenschaft gezogen, dass es abgebrochen werden musste. Die Ruinen der Festung gingen 1803 durch den Reichsdeputationshauptschluss für kurze Zeit an das Fürstentum Nassau-Weilburg (das spätere Herzogtum Nassau) über.

### Neubau als preußische Festung

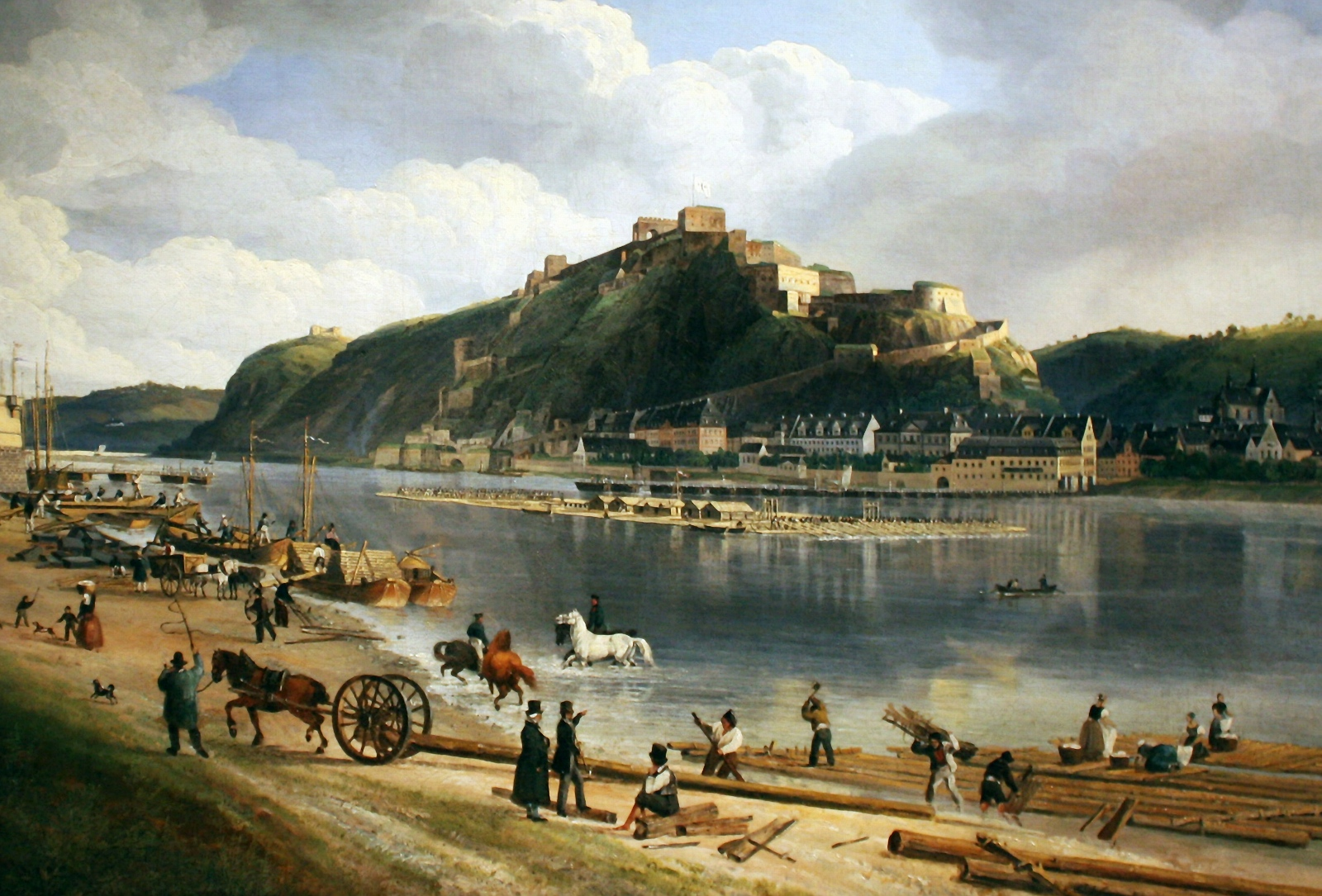
Die Anfang des 19. Jahrhunderts neu errichtete preußische Festung Ehrenbreitstein, Gemälde von Johann Adolf Lasinsky 1828

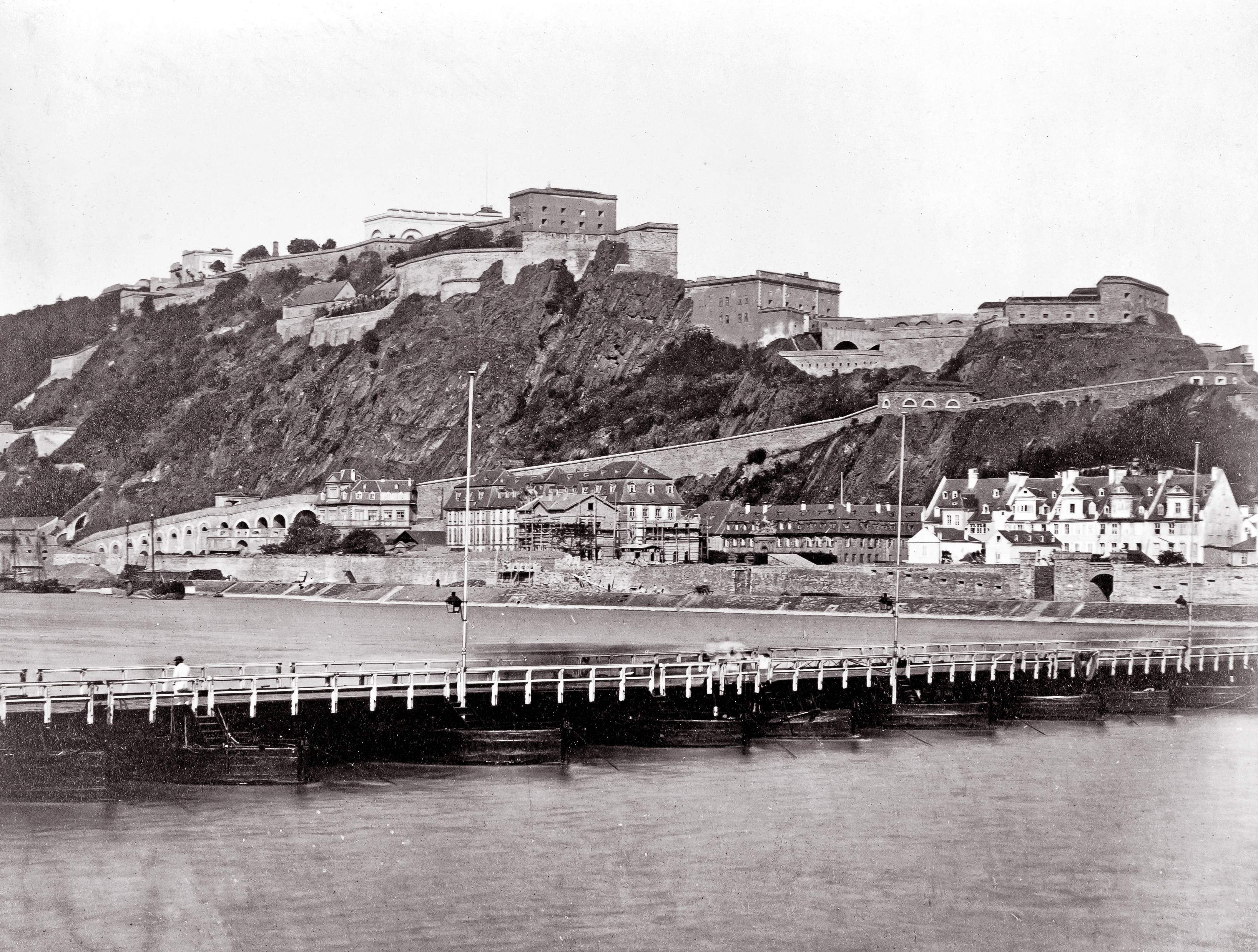
Die Festung Ehrenbreitstein um 1890, davor auf dem Rhein die Schiffbrücke

Nach den Wiener Kongress 1814/1815 ging das Territorium des Trierer Kurstaates als Teil der Rheinprovinz an das Königreich Preußen über. Am 11. März 1815 erließ König Friedrich Wilhelm III. die „Order zur Neubefestigung der Stadt Coblenz und der Festung Ehrenbreitstein“. In den folgenden Jahren entstand die Festung Koblenz, eines der umfangreichsten Festungssysteme Europas, gebaut nach den damals modernsten Erkenntnissen, der „Neupreußischen Befestigungsmanier“.
Die drei Hauptbefestigungswerke der Festung Koblenz sollten die Namen der drei Monarchen der an den Befreiungskriegen beteiligten Länder Preußen, Österreich und Russland erhalten, die sich zur Heiligen Allianz zusammengeschlossen hatten. Es gab offenbar kurzzeitig Überlegungen, die Festung Ehrenbreitstein nach dem preußischen König Feste Friedrich Wilhelm zu nennen, doch man entschied sich schließlich für den historischen Namen Ehrenbreitstein.
Unter Einbeziehung von Resten der zerstörten kurtrierischen Festung auf dem Ehrenbreitstein errichteten die preußischen Militärs und führenden Ingenieuroffiziere General der Infanterie Gustav von Rauch, Generalinspekteur der preußischen Festungen, Generalmajor Ernst Ludwig von Aster, Inspekteur der rheinischen Festungen, Generalmajor Claudius Franz Le Bauld de Nans und Generalmajor Gotthilf Benjamin Keibel eine weitläufige Zitadelle, die bis heute das Stadtbild beherrscht.
In Koblenz entstand eines der größten militärischen Bollwerke am Rhein, von dem heute nur noch der Ehrenbreitstein nahezu vollständig erhalten ist. Der Bau der neuen Feste Ehrenbreitstein dauerte von 1817 bis 1828. Sie war jedoch nur ein Teil der groß angelegten preußischen Festung Koblenz und Ehrenbreitstein, die erst 1834 fertiggestellt wurde. Die größte in der Zeit gebaute Feste, die Feste Kaiser Alexander, stand auf dem Bergrücken über dem ehemaligen Kloster, der Karthause. Nach der Fertigstellung der Festung Ehrenbreitstein wurden vorgelagert noch das Werk Nöllenkopf und das Werk Pleitenberg zur Verstärkung angelegt.
An der Errichtung der Festung waren unter der Leitung von Carl Schnitzler nachfolgende Ingenieur-Offiziere in der Aufbauphase bis etwa 1832 beteiligt:
- Julius Theodor Berggold (* 7. Mai 1798 in Dresden; † 12. Juli 1842 in Münster), kam 1816 als sächsischer Tranchee-Sergeant ins preußische Ingenieur-Korps, 1828 in Koblenz (Werke Nöllenkopf und Pleitenberg, Ober-Ehrenbreitstein), zuletzt Hauptmann und Garnison-Baudirektor in Münster.
- August Donant
- Carl (Johann Georg David) Moser (* 10. August 1786 in Berlin; † 26. Januar 1842 in Neisse), 1813 Sekondeleutnant im preußischen Ingenieur-Korps, 1816–1820 in Koblenz, zuletzt Major und Platz-Ingenieur in Neisse.
- Johann Ludwig Piepersberg (* 6. Mai 1796 in Emden; † 21. April 1858 in Berlin), 1820 ins preußische Ingenieur-Korps gekommen, 1831–1832 in Koblenz, zuletzt Hauptmann und Plankammer-Inspekteur in Berlin.
- Freiherr von Rosenberg († 7. Januar 1849 in Ziegenhals im Landkreis Neisse), 1813 Sekondeleutnant im preußischen Ingenieur-Korps, 1817–1822 in Koblenz (Ober- und Nieder-Ehrenbreitstein), zuletzt Hauptmann und Platz-Ingenieur in Neisse, 1839 als Major verabschiedet.
- Friedrich Sterzel
- Wilhelm Theodor Ludwig von Winterfeld[5]

### Zeit der Weltkriege
Nach 1919 sollte der Ehrenbreitstein gemäß den Bestimmungen des Versailler Vertrags geschleift werden. Jedoch sah die Interalliierte Militär-Kontrollkommission (IMKK) in Berlin am 25. Februar 1922 davon ab, nachdem unter anderem auf Seiten der Alliierten der US-amerikanische General Henry Tureman Allen und auf deutscher Seite der Oberstleutnant a. D. Eduard Hüger, bis 1924 Leiter des Koblenzer Entfestigungsamtes, sich mit Hinweis auf den kulturellen Wert der Festung vehement für deren Erhalt eingesetzt hatten. Zunächst besetzten 1918 amerikanische Truppen den Ehrenbreitstein. Ihnen folgten in den Jahren 1923 bis 1929 französische Soldaten. Am 25. Februar 1922 verfügte die I.M.K.K. offiziell die Erhaltung der Festung Ehrenbreitstein.

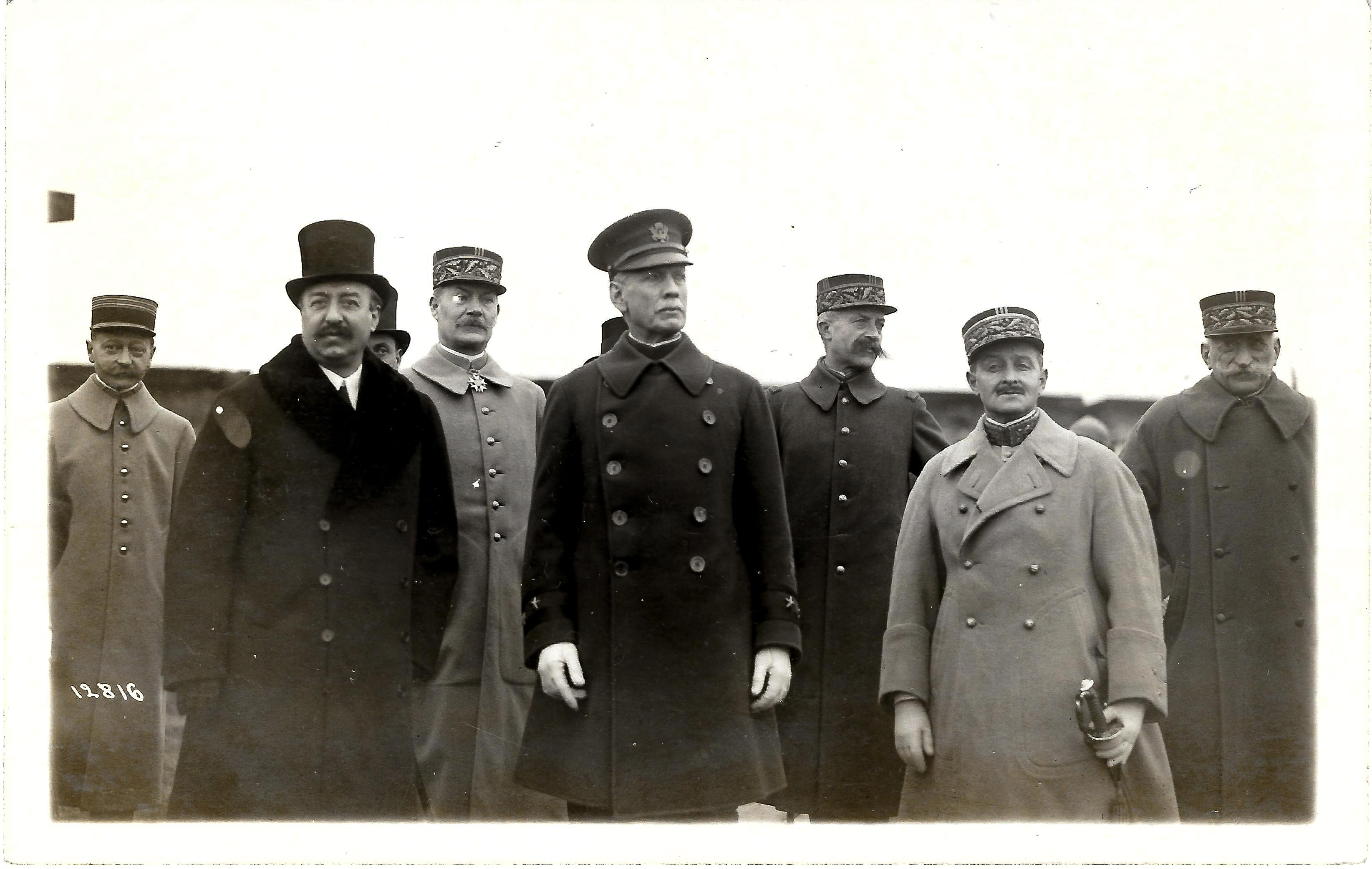
Henry T. Allen und Paul Tirard während des Flaggenwechsels auf der Feste Ehrenbreitstein, 24. Januar 1923
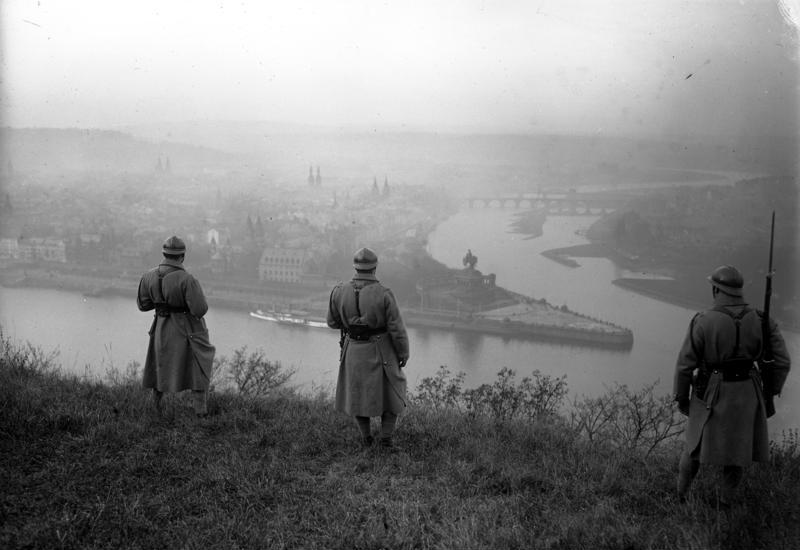
Französische Soldaten auf der Festung blicken auf das Deutsche Eck
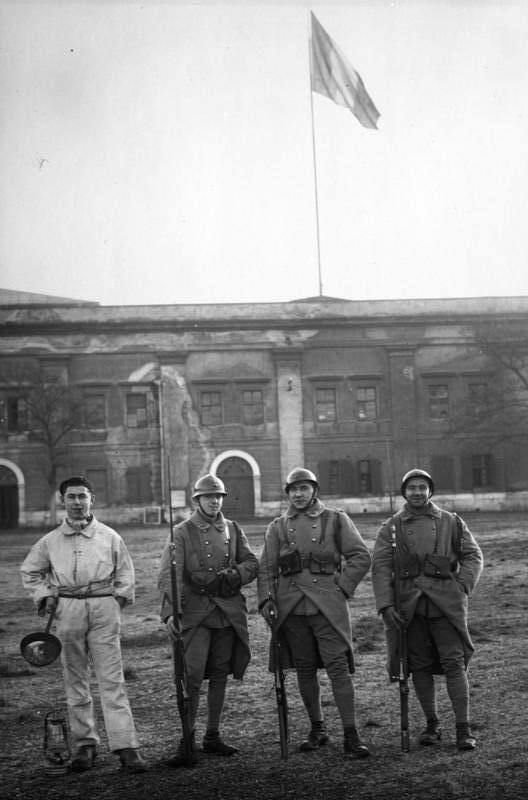
Französische Fahnenwache
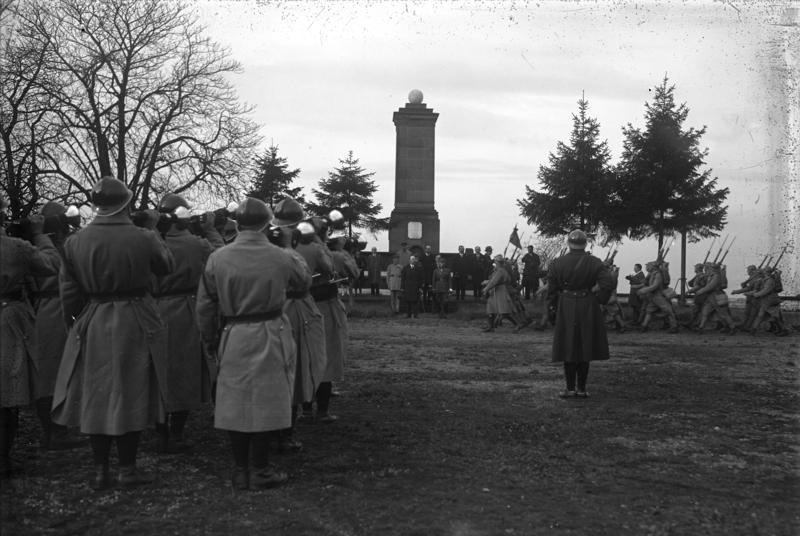
Parade französischer Truppen auf dem Festungsplatz (1929)
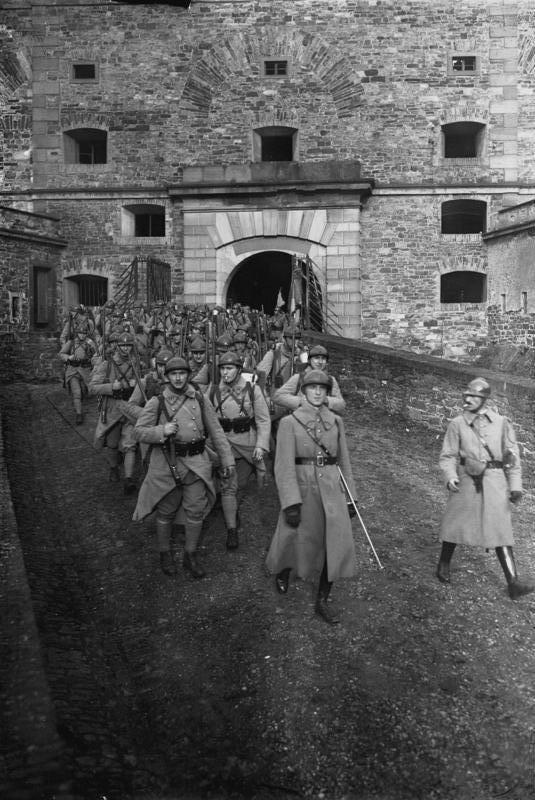
Abzug der letzten Franzosen (1929)
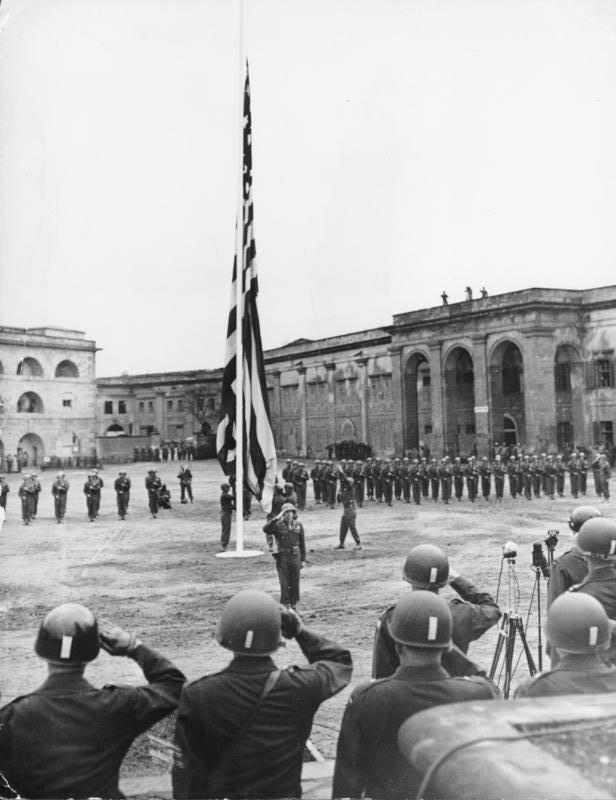
Flaggenparade der US-Army, 1945

Im Zuge der Remilitarisierung des Rheinlands zogen 1936 wieder deutsche Soldaten auf den Ehrenbreitstein ein. Von Herbst 1936 bis Juni 1939 nutzte eine Panzerabwehreinheit, die 14. Kompanie des Infanterie-Regiments 80, Landbastion und Hohe Ostfront als Kaserne. Im Zweiten Weltkrieg lagerten in den Kasematten Kunstgüter und Archivbestände aus Koblenz, Köln und Wuppertal. Zufällige Bombentreffer zeigten jedoch, dass die Kasematten keinen ausreichenden Schutz gegen Bomben boten. Als Teil der Luftverteidigung von Koblenz standen seit spätestens 1941 auf der Festung drei Flak-Geschütze (Dächer der Rheinbastion, Contregarde Links und der Niedere Ostfront). Im Felsen unter der Festung, genauer unter dem Helfenstein, entstand 1943 ein Luftschutzbunker, dessen Stollen bis zu 10.000 Menschen aus Ehrenbreitstein und umliegenden Stadtteilen sowie Reisenden vom Bahnhof Ehrenbreitstein Schutz gegen Luftangriffe bieten sollten. Obwohl die Stadt Koblenz durch Luftangriffe zu 87 % zerstört wurde, erlitt die Festung kaum Schäden (lediglich im Bereich der Langen Linie und des Fahnenturms).
Am 19. Dezember 1944 fuhren von der Festung erste Eisenbahnwaggons mit Archivalien ab. Im Ganzen zwölf Waggons wurden nach und nach mit wertvollen Beständen der Staatsarchive Koblenz und Düsseldorf beladen und nach Salzdetfurth geschickt.
Am 27. März 1945 besetzten US-Soldaten die Festung. Mitte 1945, als die französische Besatzungszone geschaffen wurde, lösten französische Soldaten sie ab.

### Strategische Bedeutung

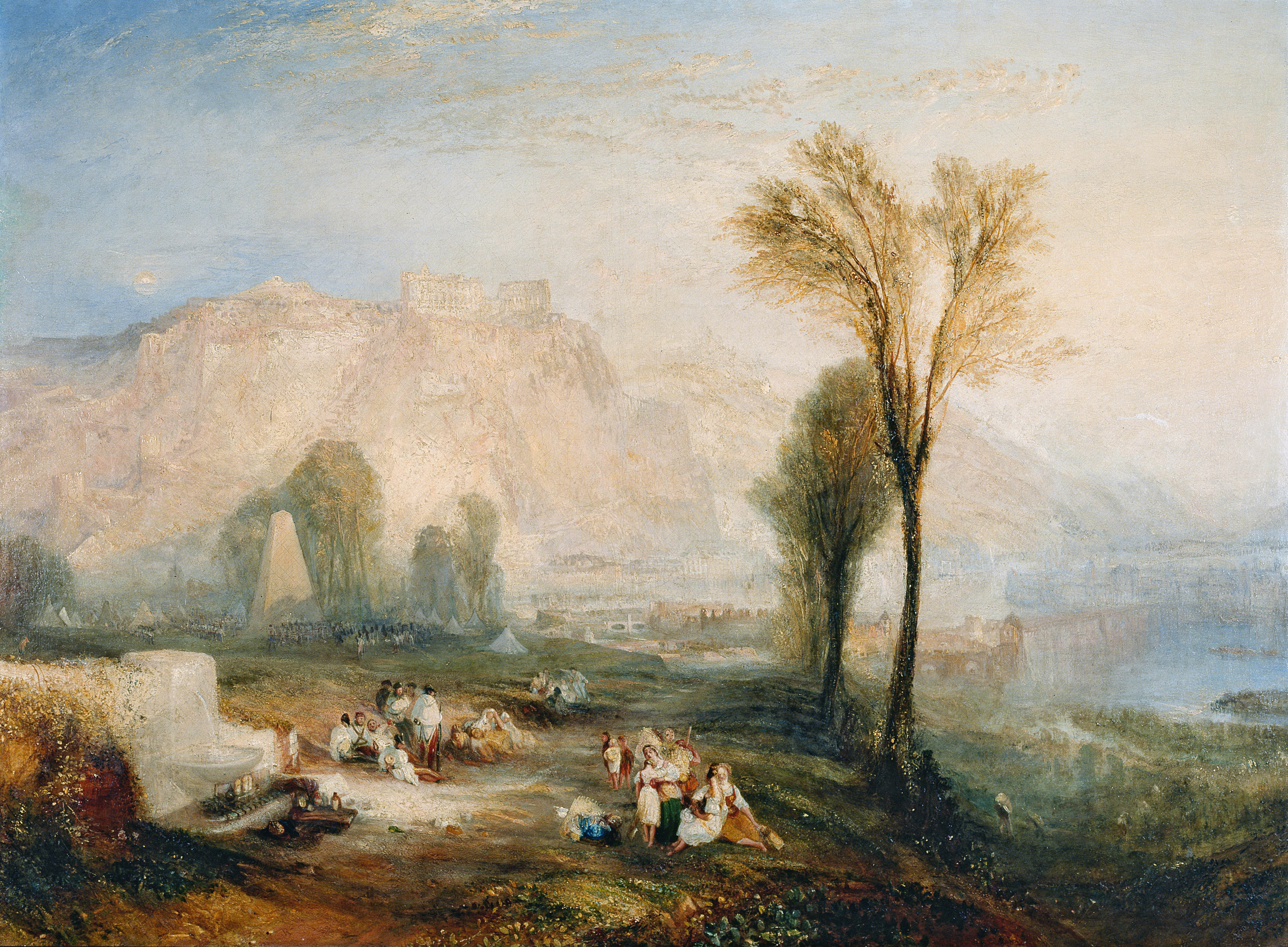
1835 vollendete J. M. W. Turner ein bedeutendes Gemälde, das von George Gordon Byrons Werk inspiriert war, mit dem Titel View of Ehrenbreitstein, or The Bright Stone of Honour and the Tomb of Marceau, aus Byrons „Childe Harold“.

Der Ehrenbreitstein bildete das Hauptbollwerk der Festung Koblenz, die einen Gesamtumfang von 14 km besaß. Damit war die Festung Koblenz, nach ihrem Ausbau in preußischer Zeit, eine der größten Befestigungsanlagen Europas. Sie erlangte zwar nie die strategische Bedeutung Gibraltars oder der, zwischen 1867 und 1883 geschleiften Festung Luxemburg („Gibraltar des Nordens“); die Festung Koblenz galt aber, wie Gibraltar selbst, zumindest zum Zeitpunkt ihrer Fertigstellung als uneinnehmbar. Vom Umfang der Festungswerke her war die Festung Koblenz in etwa gleichauf mit Paris und der Festung Köln.
Der Ehrenbreitstein wurde auf die Verteidigung gegen alle damals bekannten Waffen und Angriffsarten optimiert. Unter anderem bestimmten die Schussweiten der damaligen Feuerwaffen die Dimensionen der Anlage. Im Kriegsfall sollten 1500 Soldaten mit 80 Geschützen den Ehrenbreitstein verteidigen. Die Festung wurde wegen außenpolitischer Ereignisse und Revolutionen insgesamt acht Mal armiert, d. h. verteidigungsbereit gemacht, doch sie wurde nie angegriffen, abgesehen von acht Luftangriffen im Ersten Weltkrieg auf Koblenz ab Oktober 1917.
Im Gegensatz zu der vormaligen kurtrierischen Festung wurde die Anlage nicht mit Söldnern, sondern ausschließlich mit Berufssoldaten und Wehrpflichtigen bemannt. Nach der Heeresreform von 1808 war der Aufenthalt sogar verhältnismäßig komfortabel. So hatte beispielsweise jeder Soldat sein eigenes Bett, und die neu errichteten Kasematten (gegen Kanonenbeschuss und Bomben gesicherte Räume), die hier auch als Unterkunft dienten, wurden mit Ofenheizung und Fenstern ausgestattet.
Die gesamte Festung Koblenz stand bis 1890 im aktiven Dienst, wurde aber ab 1886 bereits als Festung minderer Wichtigkeit geführt. Ab 1890 begann wegen der fortschreitenden Kriegstechnik die Auflassung der linksrheinischen Festungswerke. Die rechtsrheinischen Festungswerke mit dem Ehrenbreitstein blieben, mit Ausnahme der Bienhornschanze, noch bis zum Ende des Ersten Weltkrieges einsatzbereit. Die letzte Besatzung des Ehrenbreitsteins bildeten das III. Bataillon des Infanterie-Regiments „von Goeben“ (2. Rheinisches) Nr. 28 und das II. Bataillon des Schleswig-Holsteinischen Fußartillerie-Regiments Nr. 9, im Ersten Weltkrieg dann vor allem noch die Ersatzformationen des letzteren Regiments.

## Geschichte der zivilen Nutzung

### Haftort in preußischer Zeit

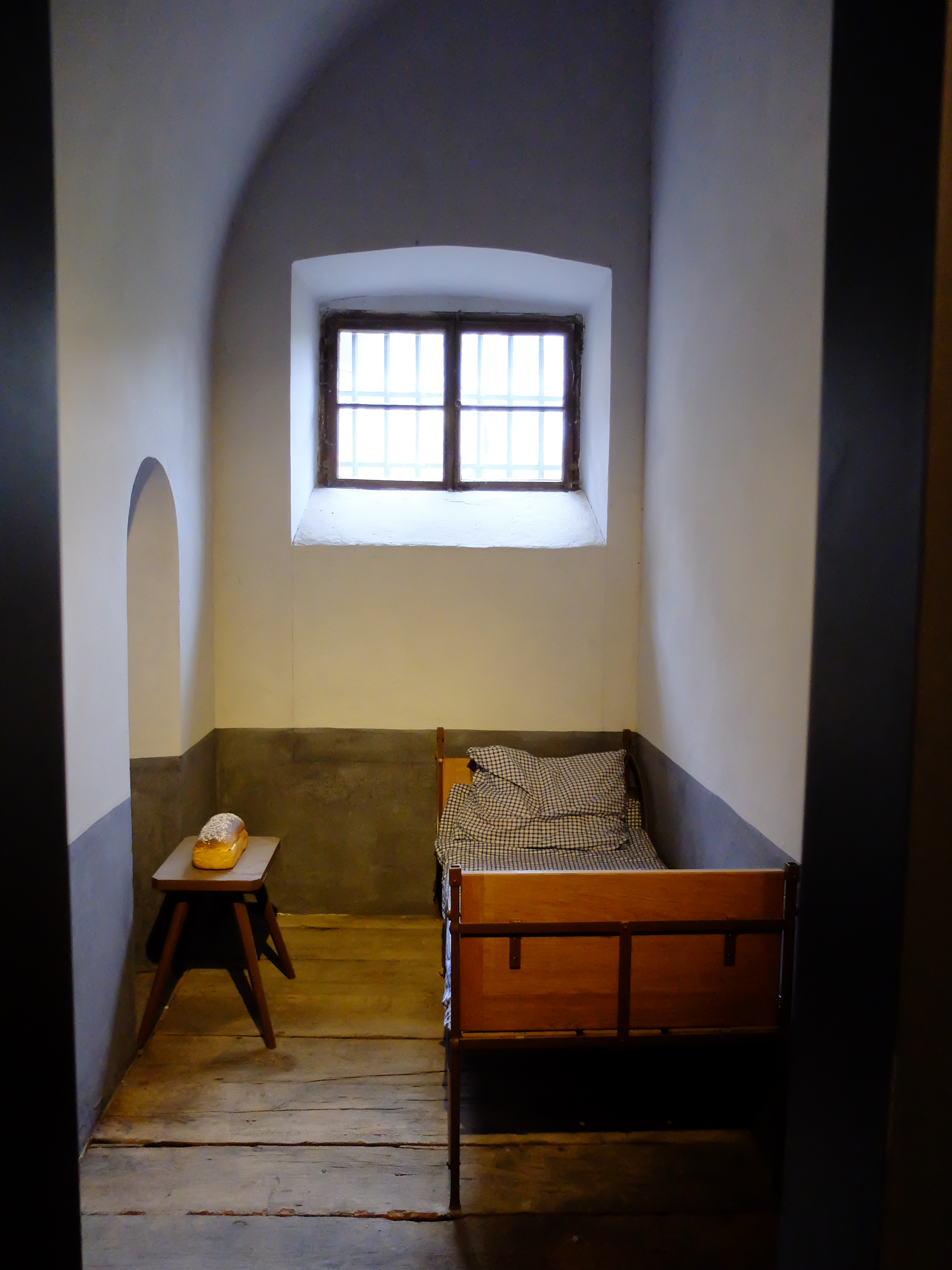
Arrestzelle in Ehrenbreitstein, Teil der Dauerausstellung

Die Hauptnutzung der preußischen Festung Ehrenbreitstein war die als Verteidigungsbauwerk und Kaserne. Daneben dienten einige Teilbereiche jedoch dem Strafvollzug. Von den 1830er Jahren bis 1909 verbüßten dort Offiziere wie Zivilisten Festungsarrest bzw. Festungshaft, eine Strafe, die nicht als ehrenrührig galt. Die Hafträume befanden sich zunächst in der Oberen Terrassenbatterie, vielleicht auch zeitweise auf dem Helfenstein, und ab 1878 als „Festungs-Stubengefangenen-Anstalt“ in der Landbastion. Hier saßen vor allem politische Gefangene und Duellanten ein. Wer wegen anderer Straftaten eine Festungshaft verbüßen musste, erfuhr dadurch einen Gnadenerweis. Zu den Festungshäftlingen auf dem Ehrenbreitstein gehören der Arzt und Java-Forscher Franz Junghuhn (1832/33), der Diplomat Alfred von Kiderlen-Waechter (1894) und der Schriftsteller Hanns Heinz Ewers (1897).
Daneben saßen von den 1830er Jahren bis 1878 Festungssträflinge auf dem Ehrenbreitstein ein, die zu Festungs-Bauarbeiten verurteilt waren. Diese Form der gerichtlich verordneten Zwangsarbeit galt indes für Delinquenten als ehrenrührig bzw. unehrenhaft und führte zu einem zeitweiligen oder dauerhaften Verlust der bürgerlichen Ehrenrechte. Die Zellen der Sträflinge befanden sich auf dem Helfenstein und zuletzt in der Landbastion. In der Langen Linie bestand von 1878 bis 1909 eine „Arbeiter-Abteilung“, deren Insassen auch zu Bauarbeiten herangezogen wurden. In der Langen Linie wurde im November 1914 eine Arrestanstalt eingerichtet, die die Überbelegung der Militär-Arrest-Anstalt in Koblenz ausgleichen sollte. Sie wurde nur für eine begrenzte Zeit benutzt und 1917 noch einmal reaktiviert. Soldaten, die in Koblenz und Ehrenbreitstein stationiert waren, verbüßten hier Arreststrafen, die häufigsten Strafen in der Truppe. Vier der Arrestzellen können seit dem 15. April 2011 als Teil des „Wegs zur Festungsgeschichte“ besichtigt werden. Zusätzlich waren schon 1863 in die rechte Kasematte des Grabentors zwei Zellen für den strengen Arrest eingebaut worden. Diese standen unter der Aufsicht der Grabentorwache, die als Garnisonwache ständig besetzt war.

### Archiv und Bergungsort
Über ihre Bedeutung als Wehranlage hinaus war die kurtrierische Festung Ehrenbreitstein als sicherster Ort des Erzbistums und Kurfürstentums Trier auch zeitweise Bergungsort des Heiligen Rocks, der wichtigsten Reliquie im Trierer Dom. Schon die Burg Ehrenbreitstein hatte eine besondere Reliquie geborgen, das Haupt des Apostels Matthias, das zwischen 1362 und 1381 aus der Koberner Matthiaskapelle auf den Ehrenbreitstein kam und frühestens 1418 in den Trierer Domschatz überführt wurde. Die erste Bergung des Heiligen Rocks auf der Festung Ehrenbreitstein erfolgte im Dreißigjährigen Krieg und endete 1628. Erneut befand er sich in einem Gewölbe nahe dem Großen Zeughaus in den Jahren 1632–1652, 1657, 1667–1759, 1765 bis ca. 1790 und 1792–1794. In den Jahren 1667–1759 wurde die Reliquie einigen besonderen Gästen des Erzbischofs gezeigt. Am 4. Mai 1765, von 8 bis 12 Uhr, gab es eine öffentliche Zeigung der Tunika Christi auf dem Ehrenbreitstein.
Im Zweiten Weltkrieg wurden 1941 zum Schutz vor den Luftangriffen auf Koblenz die Archivalien des Staatsarchivs Koblenz in die Festung Ehrenbreitstein ausgelagert. Nach einem Bombentreffer wurden diese im Dezember 1944 kurzzeitig in das Kalibergwerk Salzdetfurth bei Hildesheim ausgelagert, bevor sie 1946 wieder auf den Ehrenbreitstein zurückkehrten. Mit Bau eines neuen Archivgebäudes kamen sie 1956 zurück in die Obhut des Staatsarchivs, das heutige Landeshauptarchiv Koblenz.
Verschiedene weitere Archive brachten Bestände auf den Ehrenbreitstein, die Staatsarchive Aurich, Düsseldorf, Hamburg, Kiel, Luxemburg, Osnabrück und Wiesbaden, die Stadtarchive Köln, Mainz, Neuwied, Moers, Recklinghausen und Nieder- und Oberlahnstein, dazu das Rheinische Provinzialkirchenarchiv Bonn und das Fürstlich Wiedische Archiv Neuwied. Insbesondere Kölner Museen brachten auch Teile ihrer Bestände auf den Ehrenbreitstein, so das Wallraf-Richartz-Museum, das Schnütgen-Museum, das Kunstgewerbemuseum und das Museum für ostasiatische Kunst. Das Städtische Museum Wuppertal-Elberfeld (heute: Von-der-Heydt-Museum) brachte Bestände auf die Festung. Auch Bibliotheken verbrachten Bestände auf den Ehrenbreitstein, so die Stadtbibliotheken Düsseldorf, Essen und Wuppertal-Elberfeld. Ebenfalls auf dem Ehrenbreitstein geborgen wurden die Zweitschriften bzw. Nebenschriften der Standesämter und Kirchenbücher, die das Landessippenamt in Düsseldorf verwahrte.

### Vielfältige Nutzung seit Ende des Zweiten Weltkrieges

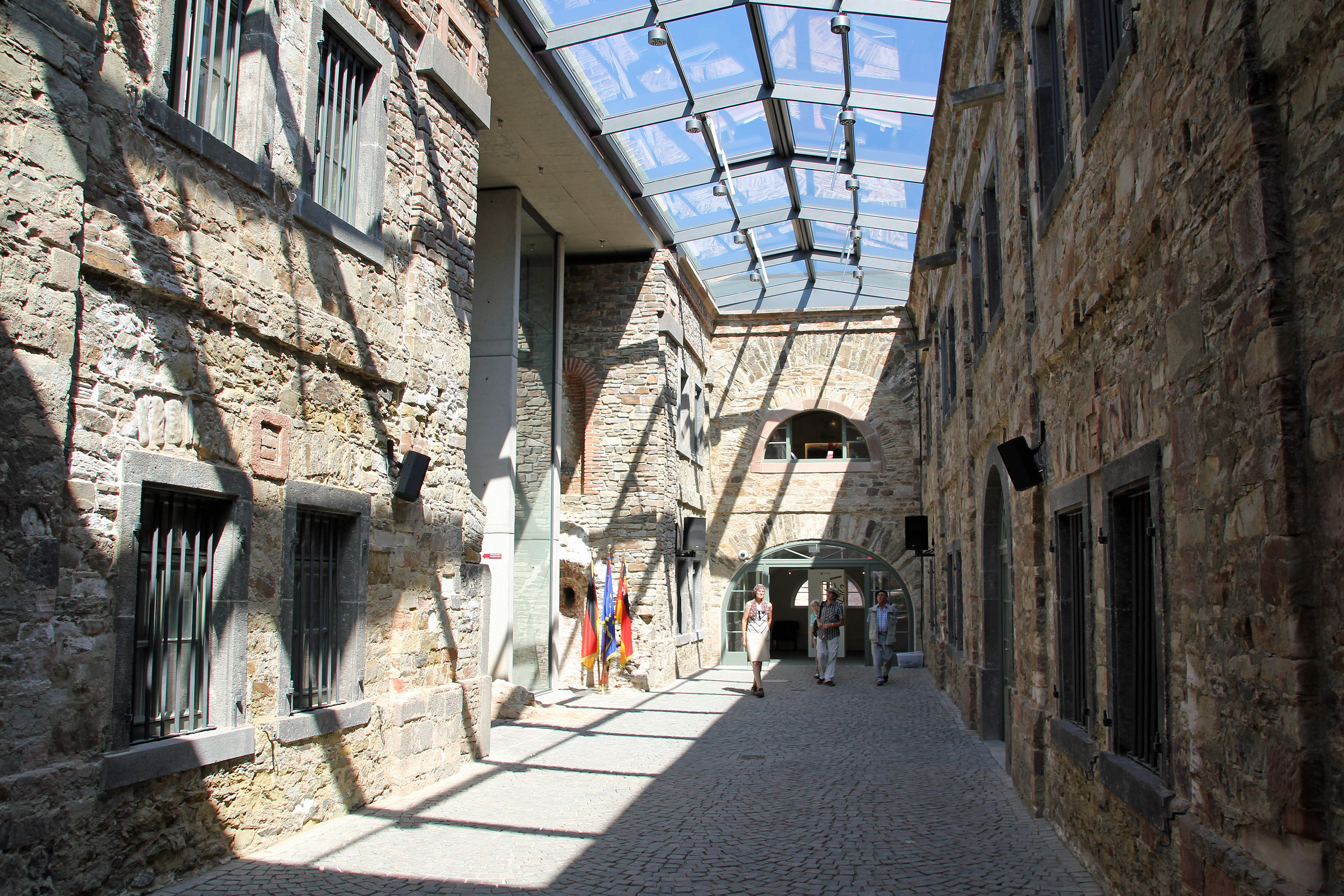
Der zur Bundesgartenschau 2011 restaurierte und zugänglich gemachte Kasemattenbau „Lange Linie“

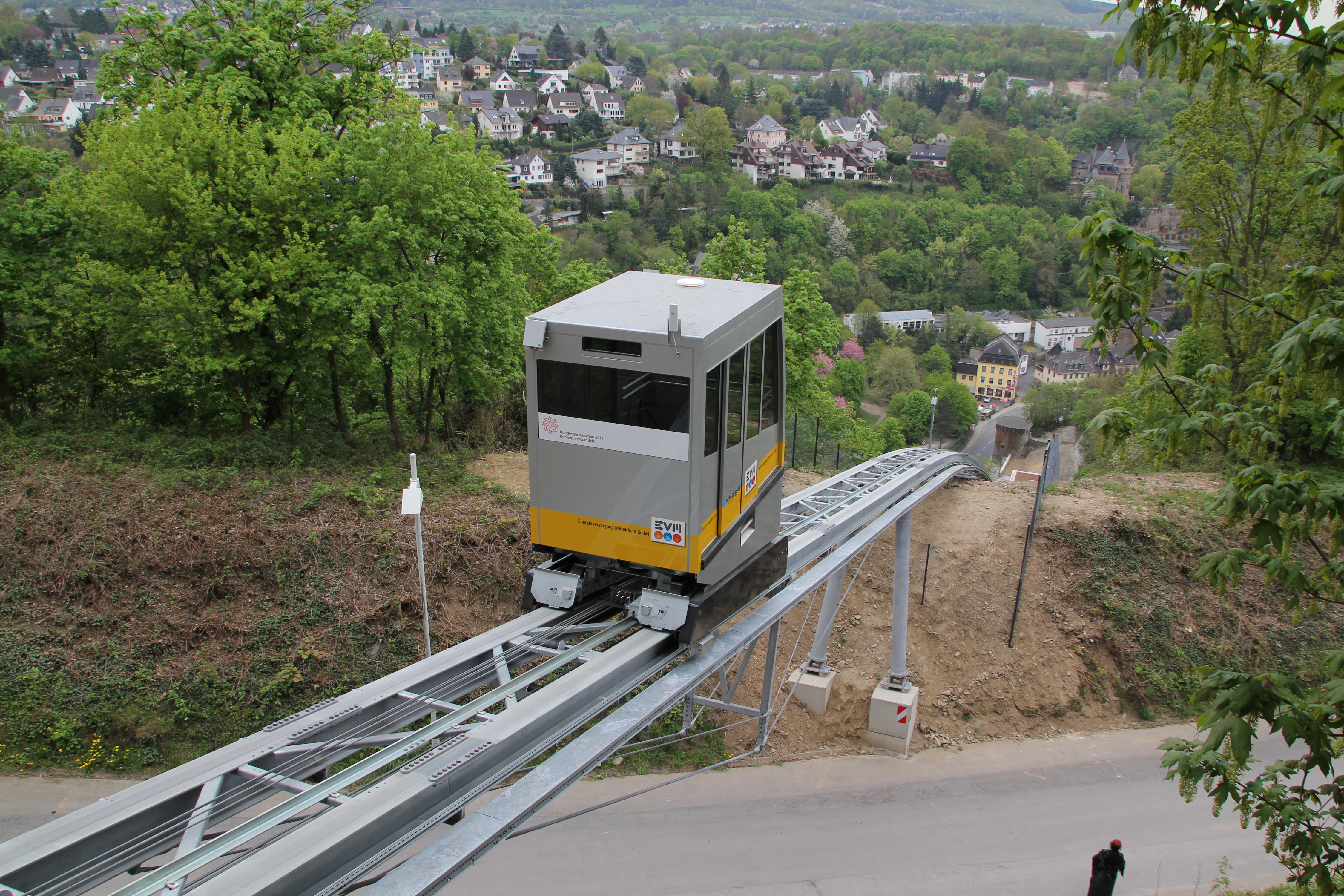
Der Schrägaufzug Ehrenbreitstein an der Ostseite

Seit etwa 1946 unterhielt die Internationale Flüchtlingsorganisation (IRO) auf der Festung ein Lager für Displaced Persons. Eine besondere Kolonie bildeten ungarische Flüchtlinge (zeitweise bis zu 350 Personen), die für die Franzosen als Bautrupp im Rahmen des Wiederaufbaus arbeiteten. Sie bauten einen Teil des Kriegs-Pulvermagazins der Contregarde rechts zu einer katholischen Kapelle um, der „Ungarn-Kapelle“. Das Lager wurde am 15. Oktober 1950 aufgelöst. Ab Sommer 1949 zogen verstärkt Koblenzer Familien in die Festung ein, die erst jetzt aus der Evakuierung zurückkehrten und obdachlos waren. Als Wohnungen genutzt wurden Kasematten des Turms Ungenannt, der Langen Linie, des Östlichen Grabenschlusses des Hauptgrabens, des Ravelins, der Contregarde links, der Kurtine, der Hohen Ostfront, der Wache am Felsenweg und des Helfensteins sowie die Blockhäuser am gedeckten Weg.
Nach dem Zweiten Weltkrieg ging als Rechtsnachfolger Preußens die Festung Ehrenbreitstein in das Eigentum des Landes Rheinland-Pfalz über. Mitte der 1960er Jahre wurden zwei Kasematten der Contregarde rechts für die Lagerung von kleineren Mengen Atommüll, Forschungsabfällen der Universität Mainz, umgebaut. Aufgrund von Bürgerprotesten sah man aber davon ab, diese Räume in Betrieb zu nehmen.
Der Ehrenbreitstein dient heute verschiedenen Institutionen. Das Landesmuseum Koblenz nutzt seit den 1950er Jahren die Hohe Ostfront und die Contregarde rechts als Ausstellungsbereich, hingegen ist in der Niederen Ostfront sowie der Südtraverse eine Jugendherberge untergebracht. Die Landbastion beherbergte bis 2009 das Landesamt für Denkmalpflege Rheinland-Pfalz (Abteilung archäologische Denkmalpflege); die Contregarde links ist Bürotrakt der Direktion Burgen, Schlösser, Altertümer Rheinland-Pfalz der Generaldirektion Kulturelles Erbe.
Das massive Mauerwerk hält das Raumklima in der Festung weitestgehend konstant, deshalb lagerte dort bis 1998 das Bundesfilmarchiv umfangreiche Magazinbestände. Hierunter befanden sich auch besonders feuergefährliche Zelluloidfilme, die 1988 einen Brand verursachten, bei dem Teile der Archivbestände vernichtet wurden.

### Bundesgartenschau 2011

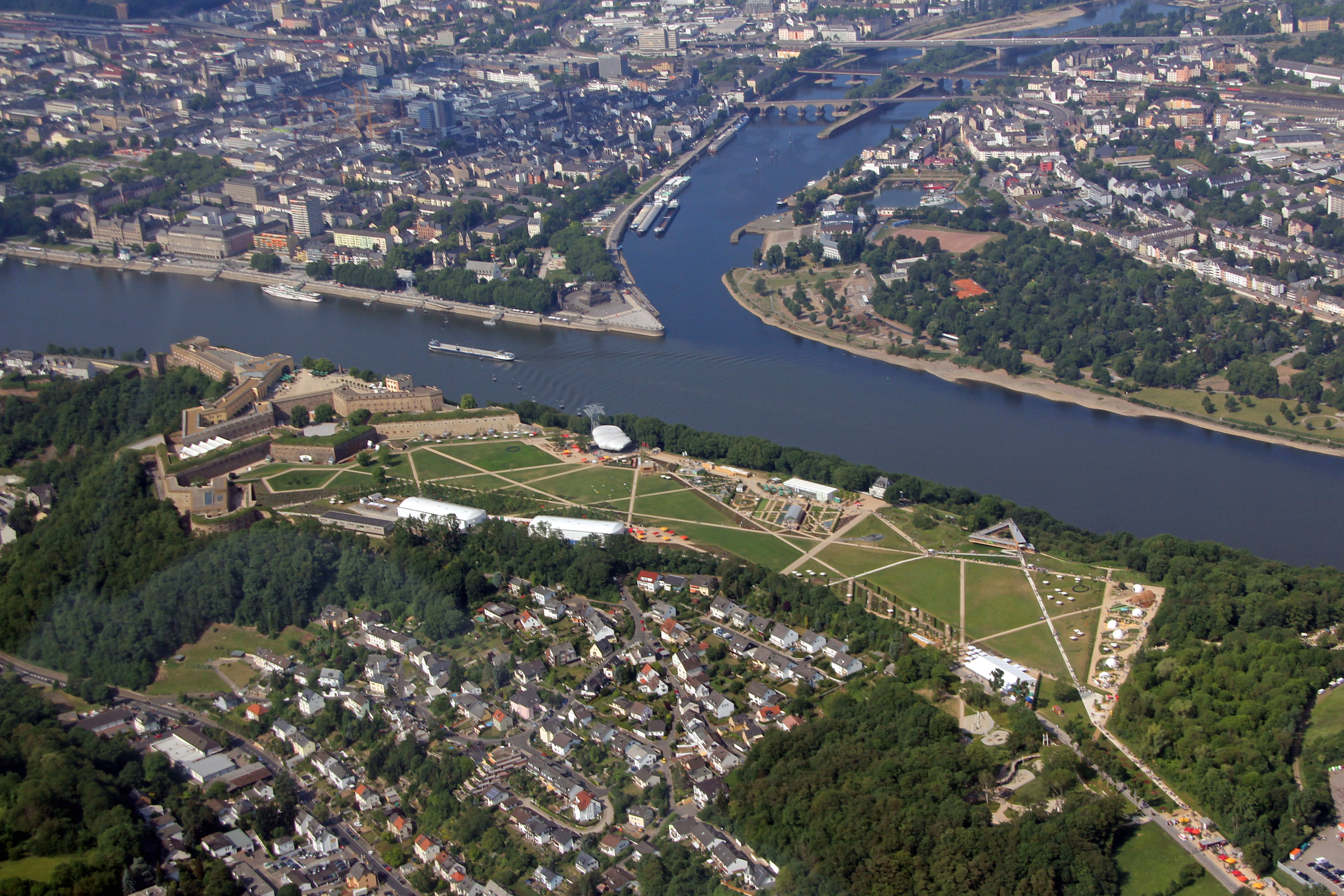
Luftbild des Buga-Kernbereichs Festung Ehrenbreitstein 2011

Die Stadt Koblenz erhielt den Zuschlag für die Austragung der Bundesgartenschau 2011. Das Vorgelände der Festung, dort entstand ein Landschaftspark, und die Festung selbst wurden dafür genutzt. Am nördlichen Ende des Landschaftsparks bietet seitdem eine hölzerne Aussichtsplattform den Besuchern einen freien Blick ins Rheintal.
Der Festungsplatz (Schlosshof) und die Fassaden der Festungsbauwerke sowie deren Dächer wurden 2009–2011 vom Land Rheinland-Pfalz vollständig saniert. Der Kasemattenbau Lange Linie, der im Zweiten Weltkrieg einen Bombentreffer erhielt, wurde erstmals wiederhergerichtet und Besuchern zugänglich gemacht. An Stelle der Sesselbahn, die sich an der Ostseite befand und das Ehrenbreitsteiner Tal mit der Festung verband, wurde 2011 ein Schrägaufzug in Betrieb genommen. Im Keller unter der Großen Traverse, wo eine 3000-jährige Befestigung des Orts nachgewiesen werden konnte, wurde die multimediale Ausstellung Ein Berg im Wandel – 3000 Jahre befestigter Ort eingerichtet. Die kontinuierliche Befestigung eines Ortes über einen so langen Zeitraum konnte bisher sonst nirgends in Deutschland nachgewiesen werden.

## Festungsbauten

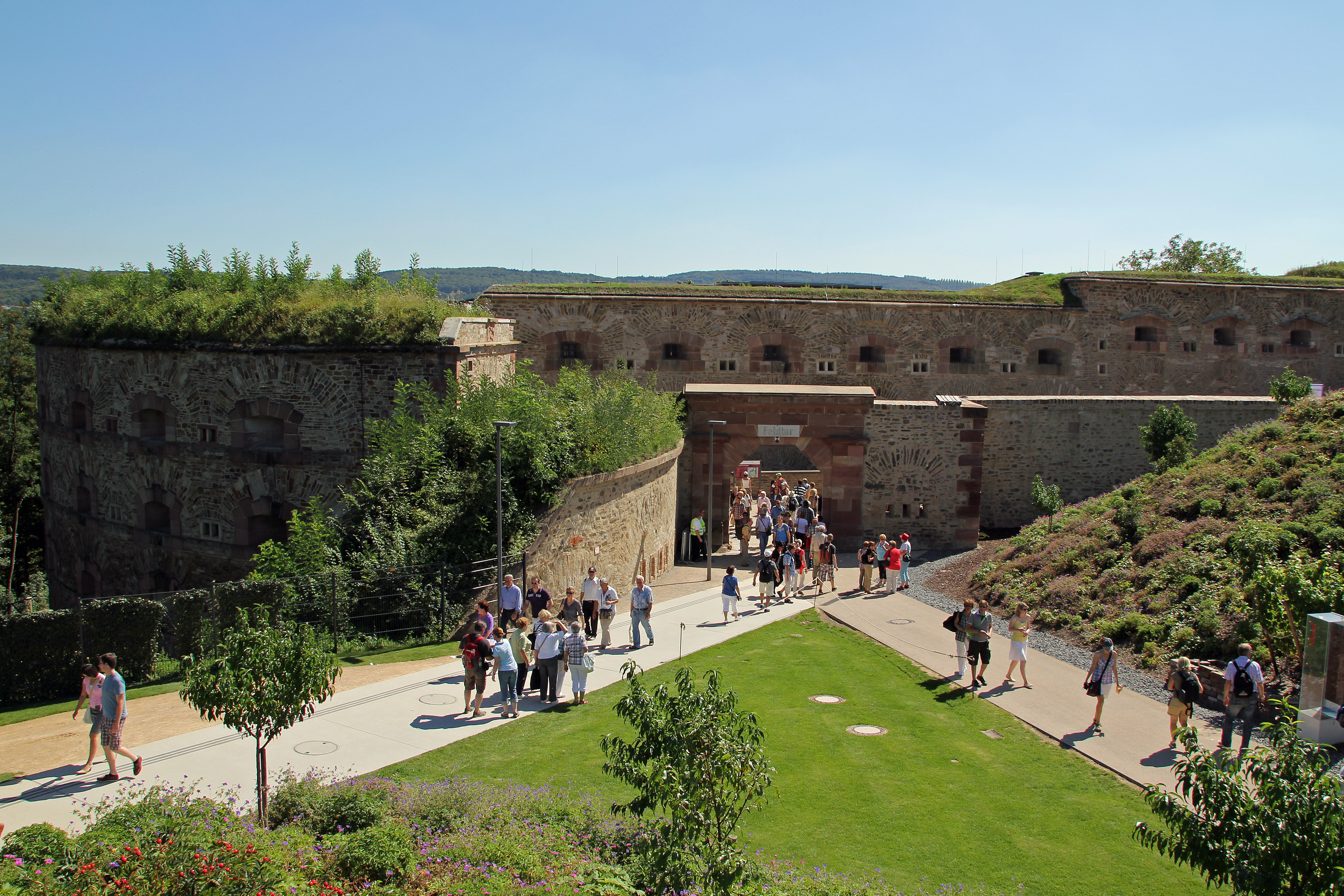
Haupteingang durch das Feldtor, links daneben der Turm Ungenannt

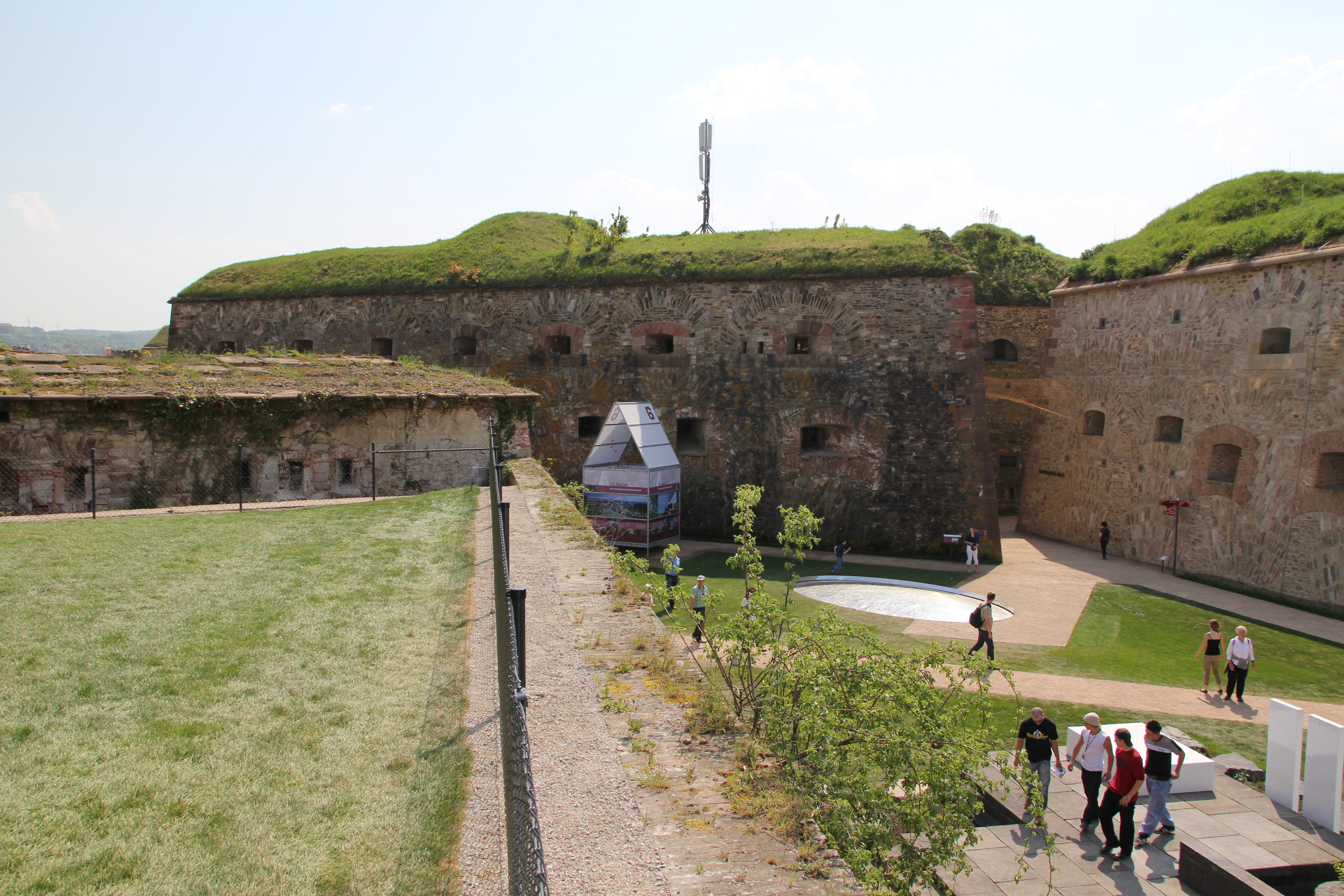
Blick über den Hauptgraben auf den Ravelin von Nordwesten

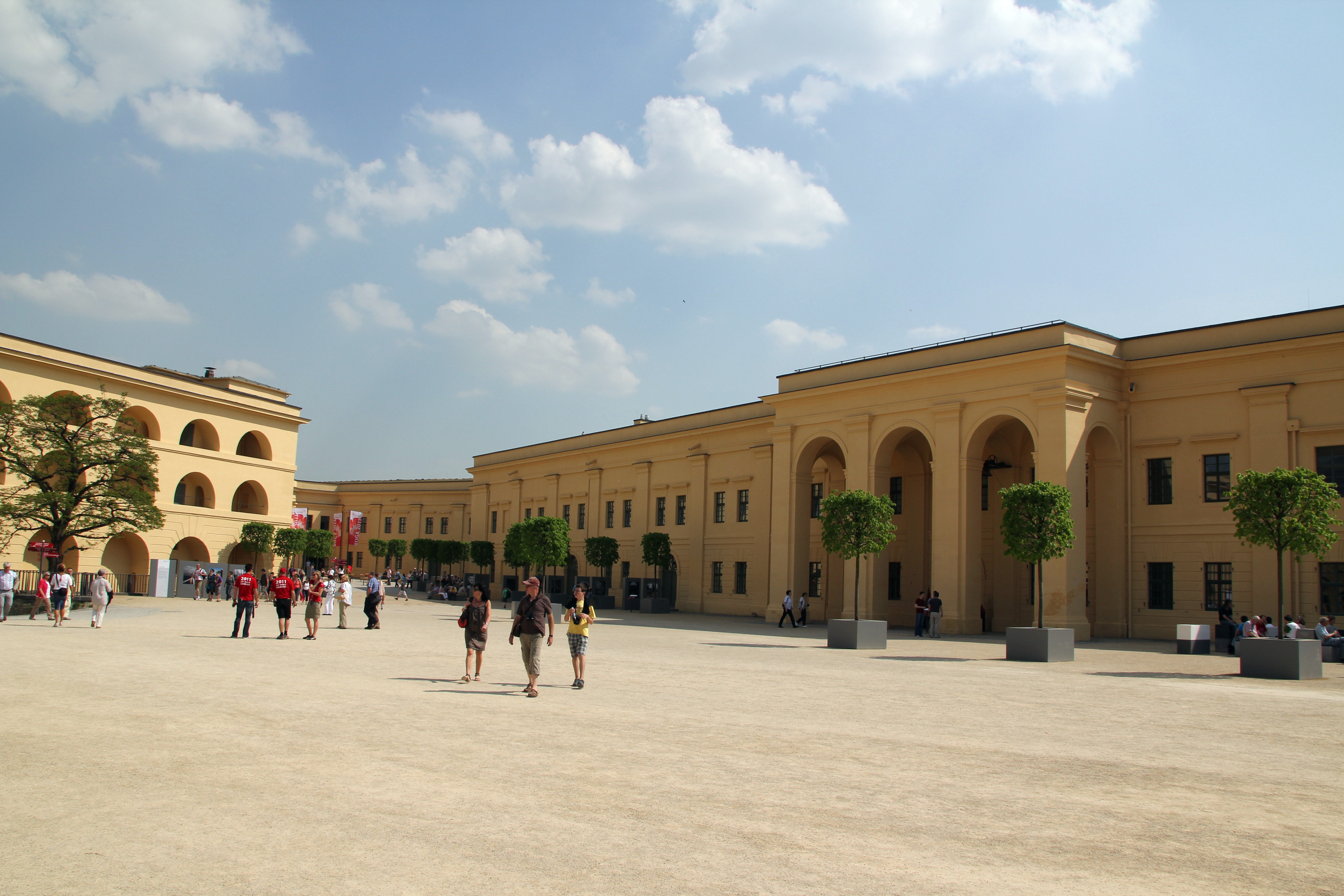
Oberer Schlosshof, rechts der Wachportikus an der Hohen Ostfront

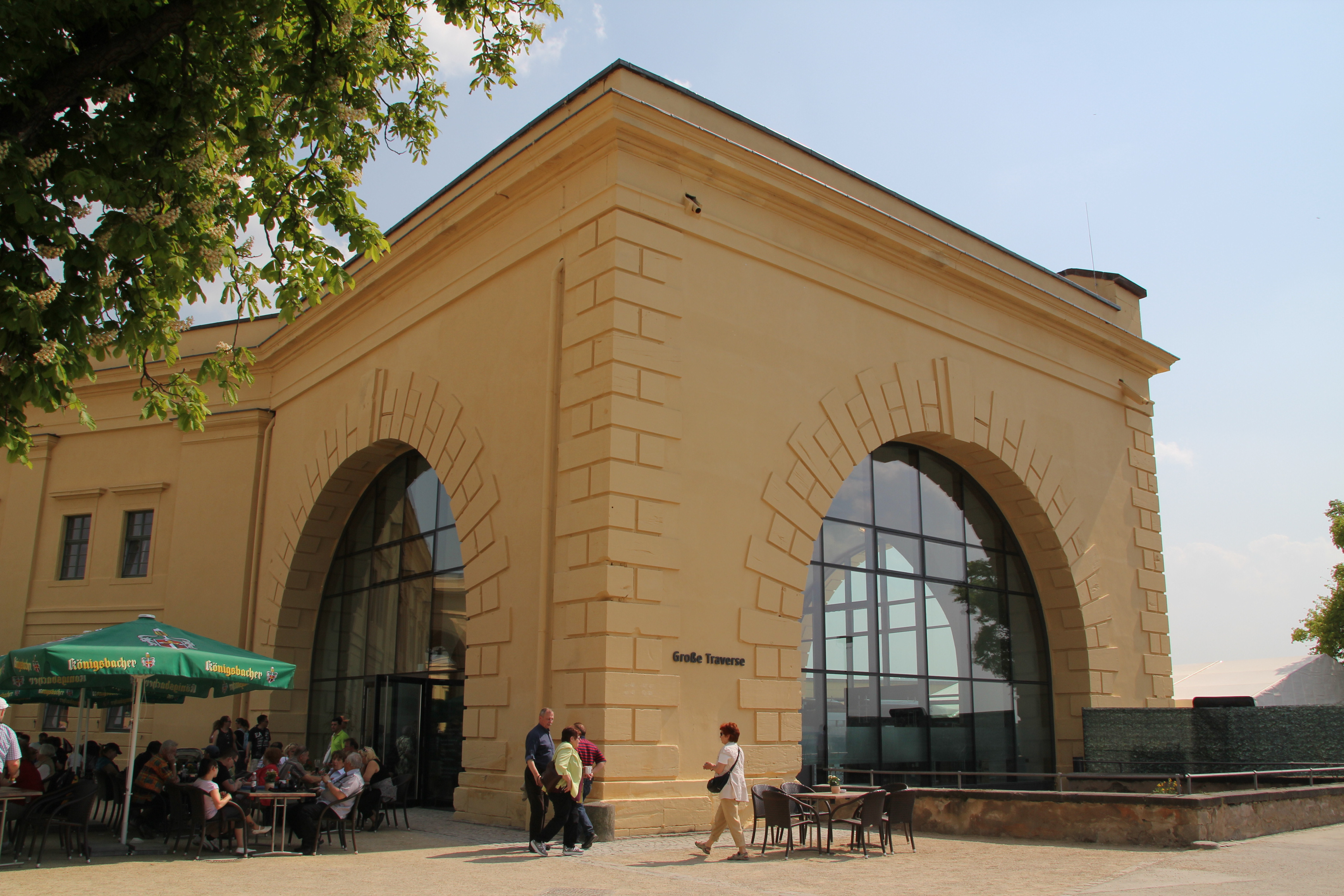
Die Große Traverse

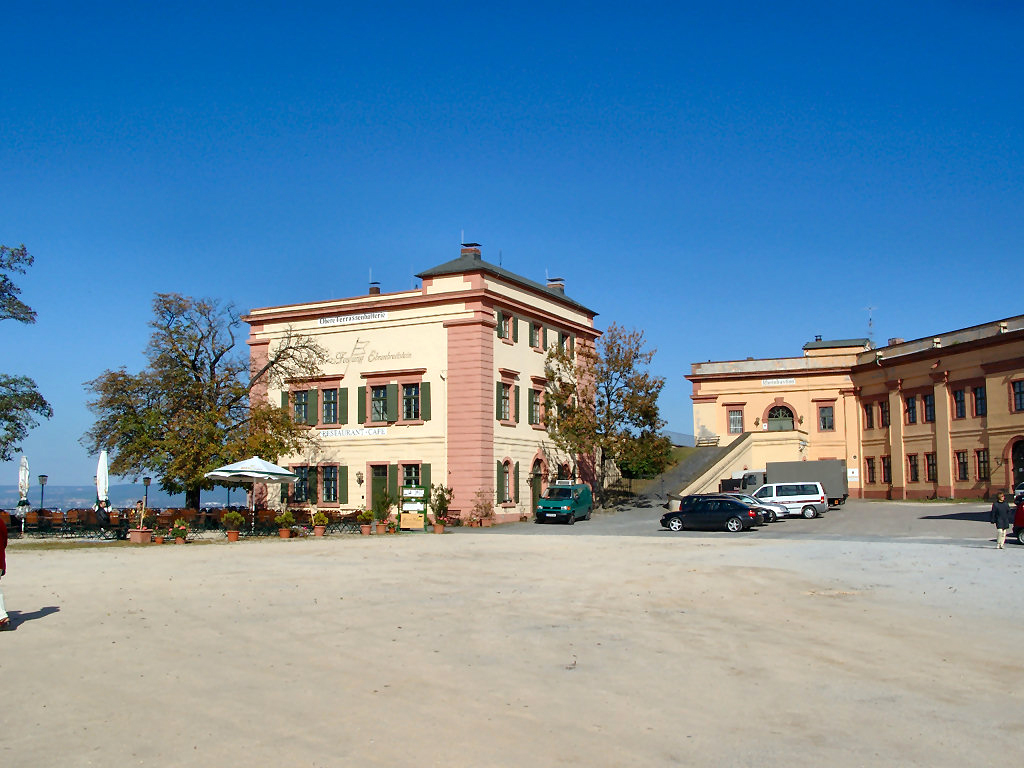
Obere Terrassenbatterie

Zur Verteidigung der Festung Ehrenbreitstein wurden nach Norden und Osten hin die stärksten Befestigungen angelegt. Hauptmerkmale sind hier zwei bis fünf Meter tiefe und 20 bis 25 m breite Hauptgräben sowie kasemattierte Wälle mit bis zu drei Metern dicken Außenmauern, die bis zu drei übereinanderliegende Reihen von Kanonenscharten aufweisen. Die Festung Ehrenbreitstein sollte jedoch nicht nur funktional und wehrhaft sein, sondern auch den preußischen Staat repräsentieren. So zeigt sie sich dem Besucher auch heute noch mit zwei Gesichtern. Nach außen hin, gegen den Angreifer, gibt sie sich abschreckend mit dicken, unverputzten Mauern und bedrohlich wirkenden Geschützscharten. Nach innen erweckt insbesondere der Obere Schlosshof den Eindruck eines herrschaftlichen Schlosses. Die klassizistischen Fassaden waren – wie heute teilweise wieder rekonstruiert – verputzt und gelb gestrichen. Die sparsam eingesetzte, die innere Struktur spiegelnde Architekturgliederung wurde aus roten Sandstein-Quadern hervorgehoben. Als Baumaterial wurde Bruchstein aus Schiefer und Grauwacke verwendet.
Betritt man von Nordosten die Festung durch das Feldtor, so liegt zunächst auf der linken Seite der Turm Ungenannt. Er hat diesen merkwürdigen Namen der Anekdote nach deswegen, weil am 20. Juni 1821 der preußische Prinz und der russische Zarensohn am Bau mitwirkten. Bei der Namensgebung wollte jeder dem anderen den Vortritt lassen, wodurch der Kompromiss zustande kam. Allerdings gab es bereits zur Zeit der barocken Festung Ehrenbreitstein an derselben Stelle eine gleichnamige Geschützstellung. Der heutige erdgedeckte Turm ist vier Stockwerke hoch und beherrscht den Hang sowie das Tal und die gegenüberliegende Höhe von Ehrenbreitstein. Der Turm richtet sich annähernd halbkreisförmig nach Nordosten und besitzt auf drei der Stockwerke (außer dem Keller) jeweils neun Geschützkasematten. Im Keller befand sich ursprünglich ein Pumpwerk zur Wasserversorgung.
Ihm folgt die Lange Linie, ein zweigeschossiger langgezogener Kasemattenbau, der parallel zum Weg verläuft und seit 2011 mit dem Turm Ungenannt über eine Brücke verbunden ist. Als Besucher läuft man dann genau auf das Grabentor zu, das mit einer Poterne unter dem gedeckten Weg einen Durchlass in den Hauptgraben ermöglicht. Man befindet sich jetzt im Hauptgraben, vor dem etwa 12 m hohen Ravelin oder Mittelsaillant, der von Contregarde Rechts und Contregarde Links flankiert wird, die zusammen den Hauptwall bilden. Das 12–13 m hohe Ravelin hat zwei unterschiedlich lange Facen und erhebt sich mit Geschützscharten versehen hoch über den Hauptgraben.
Durch eine etwa 50 m lange Poterne, einen Tunnel im unteren Geschoss des Ravelins, geht man in den Retirierten Graben, der in der Mitte von der 18 m hohen Kurtine sowie der Rheinbastion und der Landbastion abgeschlossen wird. Während die Landbastion eine vollständige Bastion mit etwa gleich langen Facen und Flanken darstellt, ist die Rheinbastion nur eine Halbbastion mit einer Face. Beide haben zwei Geschosse und sind kasemattiert. Nach dem Passieren dieser Kurtine, einer dreigeschossigen krenelierten Bogenmauer, durch ein weiteres Tor, über dem ein gusseiserner preußischer Adler hängt, steht man schließlich auf dem Oberen Schlosshof. Der großartige Blick von dort auf Rhein und Mosel war schon im 19. Jahrhundert berühmt und ein beliebtes Ziel der Touristen, die von Unteroffizieren über den Felsenweg dorthin geführt wurden.
Zur anderen Talseite und zum Rhein hin sicherten die Bastion Fuchs, die Hohe Ostfront, die Große Traverse, die Niedere Ostfront, die Südtraverse, der Südliche Abschnitt, der Helfenstein, der Wetterturm und weitere Festungsanlagen das Gelände. Die Große Traverse besteht aus zwei hintereinander liegenden Kuppelräumen. Hierhin führte am westlichen Berghang eine Schienenanlage, auf der Baumaterial vom Rhein auf den Berg transportiert wurde. Das von Pferden angetriebene Göpelwerk für diesen Aufzug war in den beiden Kuppelsälen aufgestellt. Die Hohe Ostfront, die heute das Landesmuseum beherbergt, ist ein eingeschossiger kasemattierter Bau mit einem mächtigen dreiachsigen Wachportikus als Arkadenvorbau, der in der Mitte zum Oberen Schlosshof zeigt und vormals der Eingang zu den Dienstzimmern des Festungskommandanten war. Rechts daneben befindet sich der Eingang zur Festungskirche, eine dreischiffige Emporenbasilika. Der Kasemattenbau der Niedere Ostfront mit dem Niederen Schlosshof davor wird heute als Jugendherberge genutzt.
Wenn man den Oberen Schlosshof durch das Felsentor verlässt, gelangt man entlang des Felsenwegs über das im Süden vorgelagerte Fort Helfenstein hinunter über mehrere Tore zum Ort Ehrenbreitstein. Der Felsenweg endet im Bereich des ehemaligen Nieder-Ehrenbreitstein, der bis 1903 das Rheinufer sicherte. Vormals stand hier das 1801 zerstörte Schloss Philippsburg, dessen erhaltene Pagerie vom Felsenweg noch zu sehen ist. Die als Festungspfortenbau 1690–1692 errichtete Pagerie ist der einzig erhaltene Bau der barocken Festung aus der kurtrierischen Zeit. Den Westhang darüber sichern an der Rheinbastion beginnend die Obere und Niedere Terrassenbatterie. In der Mitte des Hangs entlang einer Mauer steht der Johannisturm. Unterhalb der Großen Traverse befindet sich im Hang ein bis 1864 genutztes Kriegs-Pulvermagazin, das vielfach Beinhaus genannt wird, obwohl nicht sicher ist, inwieweit es nach 1864 als Leichenkammer eingeplant war.

## Denkmäler
Das Ehrenmal des Deutschen Heeres wurde von Hans Wimmer zur Erinnerung an die Gefallenen des Ersten und Zweiten Weltkriegs in der Front des Ravelins eingebaut und am 29. Oktober 1972 feierlich in die Obhut der Bundeswehr (Heer) übergeben. Im November 2006 wurde es um eine Stele erweitert und erinnert nun auch an die in der Ausübung ihres Dienstes zu Tode gekommenen Soldaten der Bundeswehr.
Am Westrand des Oberen Schlosshofs wurde 1844 das Brunnendenkmal errichtet. In einem quadratischen Basaltbecken mit Pfeifenmuster und kleinen halbkreisförmigen Vorbecken auf jeder Seite steht ein Brunnenpfeiler mit einer Kugel als Bekrönung. Auf der Vorderseite steht zu lesen:
„Von dem Erzbischof Hillinus ward Ehrenbreitstein ums Jahr MCLX erbaut durch den Feind zerstört im Jahr MDCCCI. Aus seinen Trümmern wiederhergestellt und stärker befestigt von Friedrich Wilhelm III vom Jahr MDCCCXVII–MDCCCXCVII.“
Auf dem Helfenstein befindet sich das 1935 eingeweihte Kriegerdenkmal für gefallenen Soldaten des Infanterie-Regiments „von Goeben“ (2. Rheinisches) Nr. 28, das immer wieder für längere Zeit auf dem Ehrenbreitstein in Garnison lag.

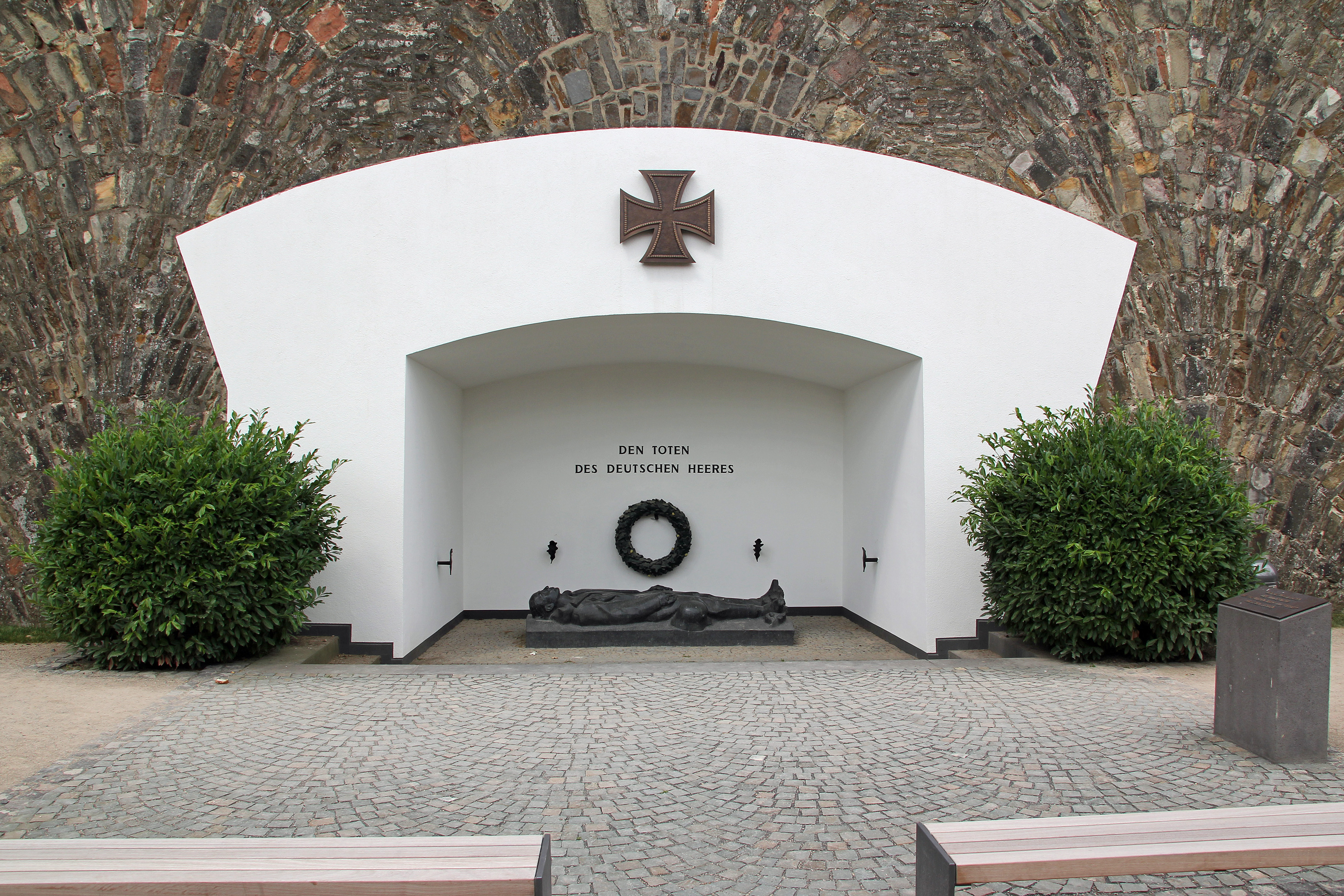
Das Ehrenmal des Deutschen Heeres im Ravelin
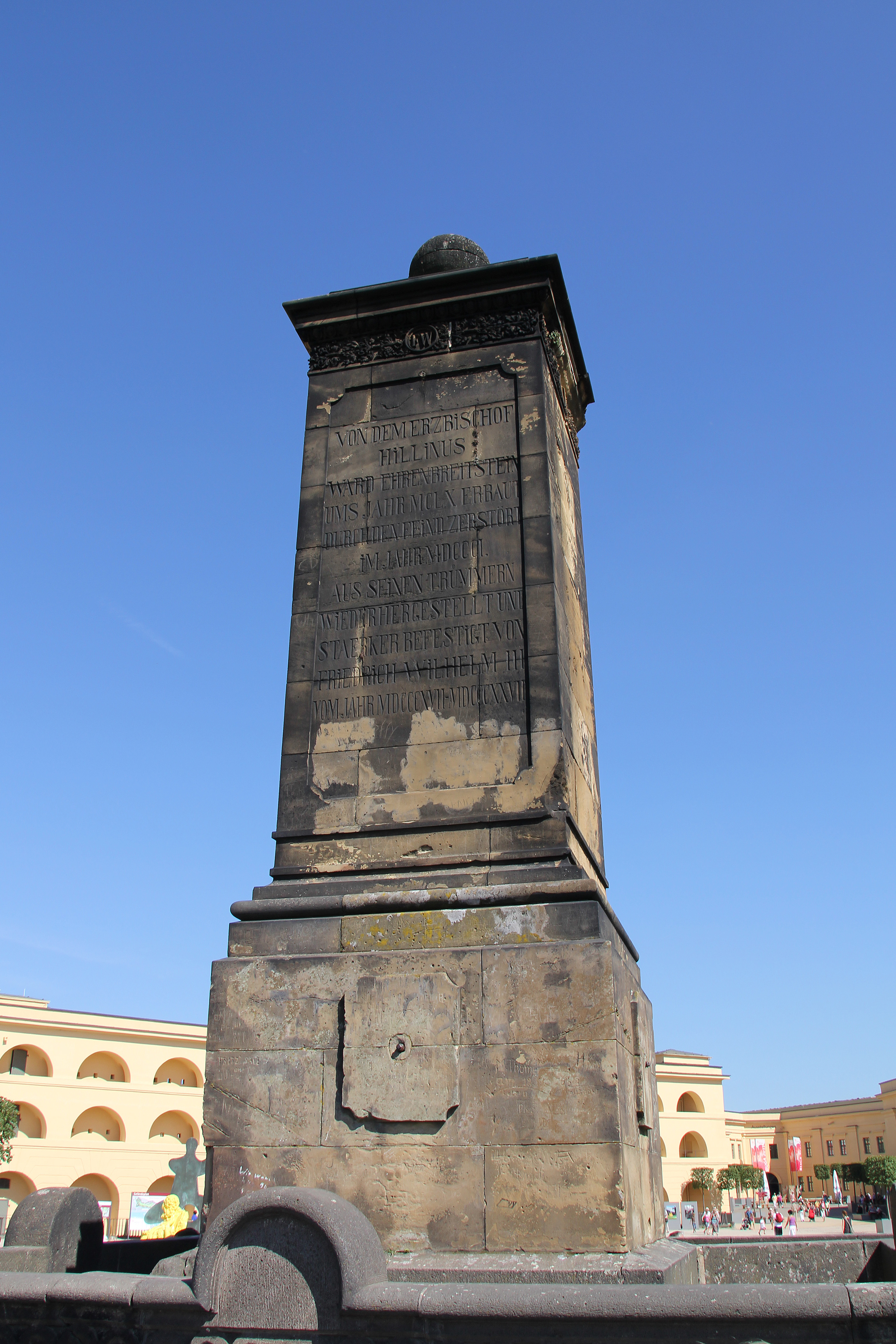
Das Brunnendenkmal auf dem Oberen Schlosshof
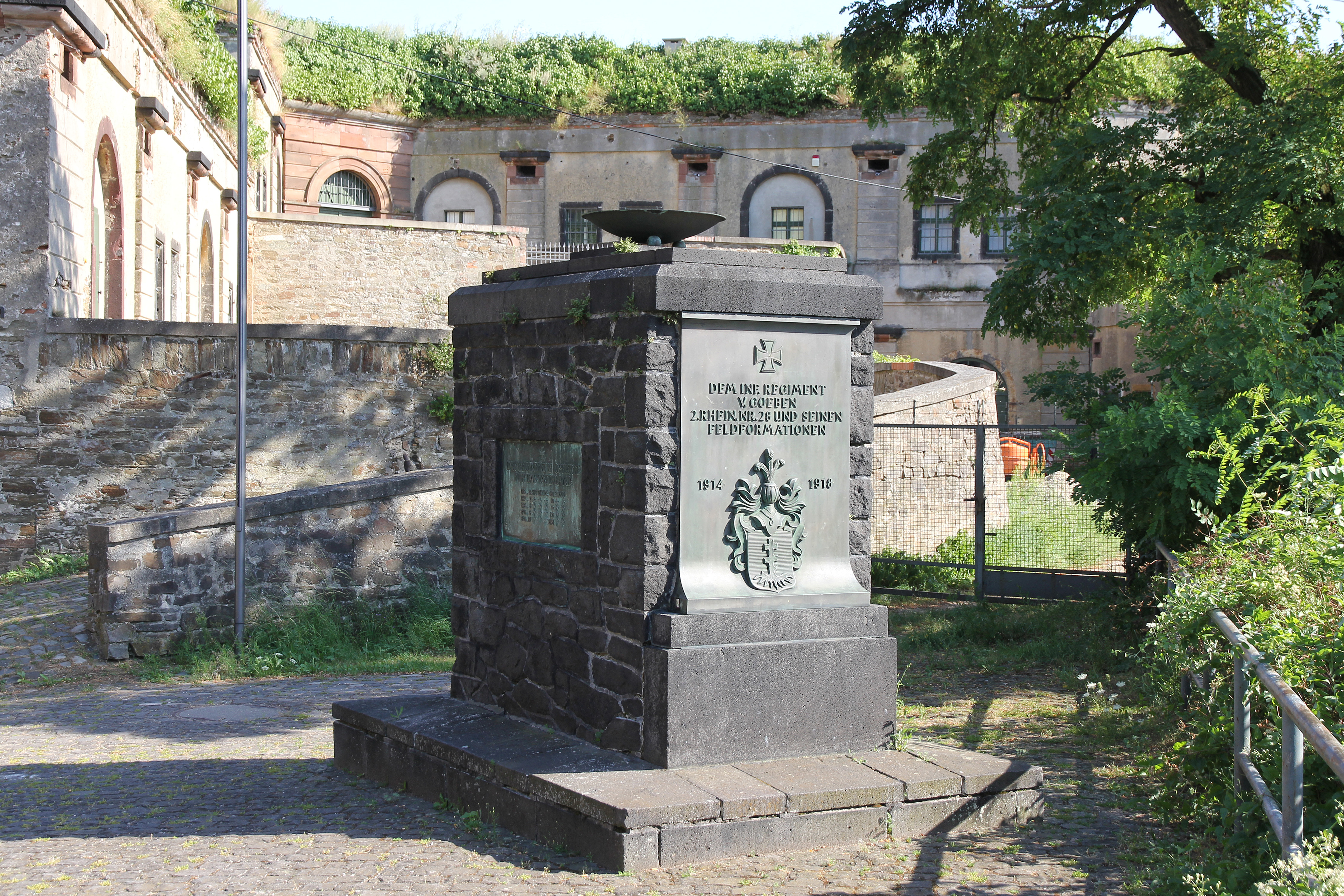
Das Denkmal für das Infanterie-Regiment „von Goeben“ Nr. 28 auf dem Helfenstein

## Institutionen auf der Festung

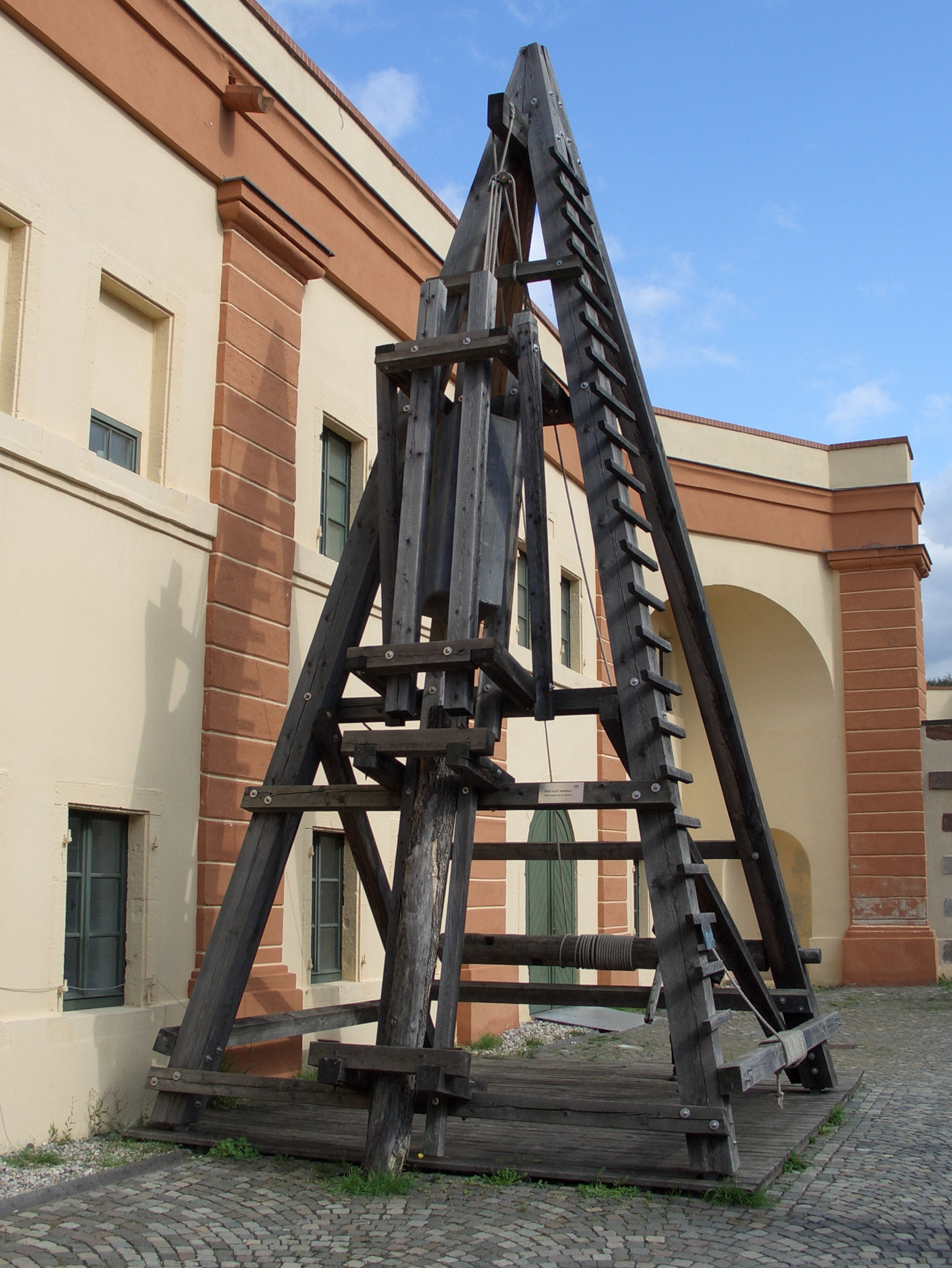
Rekonstruktion einer römischen Pfahlramme, wie sie Caesar bei seinem Bau der Rheinbrücke 55 v. Chr. genutzt haben könnte

### „Blaue Route“
Das „Landesmuseum Koblenz“ ist seit 1956 auf der Festung Ehrenbreitstein beheimatet. Als Dauerausstellungen über die Wirtschafts- und Sozialgeschichte der Region sind in den Abteilungen Haupthaus am oberen Schlosshof, „Haus der Fotografie“, „Haus des Genusses“, „Haus der Archäologie“ und „Haus der Sammlung Poignard“, Ausstellungen an Mittelrhein und Mosel zu sehen.
Zeitweise stand auf der Festung eine Rekonstruktion einer römischen Pfahlramme, wie sie Caesar bei seinem Bau der Rheinbrücke 55 v. Chr. genutzt haben könnte. Die größte Attraktion ist jedoch die Festung selbst. Neben der Geschichte der Festung Ehrenbreitstein kann die original erhalten gebliebene Kanone Greif aus dem 16. Jahrhundert besichtigt werden. Zusätzlich zu den Dauerausstellungen werden wechselnde Sonderausstellungen auf der Festung präsentiert.

### „Rote Route“
In der Niederen Ostfront der Festung ist die Jugendherberge Koblenz mit 157 Betten und fünf Aufenthalts- und Seminarräumen untergebracht. Ab November 2008 wurde die Jugendherberge, die vom Deutschen Jugendherbergswerk betrieben wird, grundlegend modernisiert. Sie wurde am 28. Dezember 2010 mit der DJH-Kategorie IV wiedereröffnet. Das Haus mit Tagungs- und Veranstaltungsräumen bietet eine Vielzahl von Sport- und Unterhaltungsangeboten.
Auch der preußische „Fahnenturm“ ist Teil der „roten Route“. Im sogenannten „Entreegebäude“ befinden sich Festungsshop, Eingang, Toiletten, Information und Café.

### Burgen, Schlösser, Altertümer Rheinland-Pfalz
Die Verwaltung der im Eigentum des Landes Rheinland-Pfalz stehenden Burgen, Schlösser und Altertümer hat ihren Sitz auf der Festung Ehrenbreitstein. Sie wurde im Mai 1998 unter der Bezeichnung Burgen, Schlösser, Altertümer Rheinland-Pfalz (BSA) zunächst als Abteilung des Landesamtes für Denkmalpflege neu gebildet und ist heute eine Direktion der Generaldirektion Kulturelles Erbe Rheinland-Pfalz (GDKE). Sie ist Nachfolgerin der Verwaltung der staatlichen Schlösser Rheinland-Pfalz. Die mehr als 2000 Jahre alte Geschichte des eigentlich noch jungen Landes Rheinland-Pfalz brachte eine Vielzahl von Römerbauten, Burgen und Schlössern hervor. Die Pflege dieser Kulturbauten und Erhaltung für künftige Generationen ist Aufgabe der GDKE. Gleichzeitig sollen die Denkmäler touristisch erschlossen und einem größeren Publikum zugänglich gemacht werden.

## Zielort der Seilbahn Koblenz
Die im zeitlichen Vorfeld der Bundesgartenschau 2011 errichtete Seilbahn Koblenz ist die größte Luftseilbahn Deutschlands. Seit dem 2. Juli 2010 befördert sie die Besucher von den Rheinanlagen über den Rhein auf das Plateau vor der Festung. Mit einer Förderkapazität von bis zu 7.600 Menschen pro Stunde ist sie weltweit unübertroffen. Im Jahr nach der Bundesgartenschau besuchten etwa 500.000 Menschen die Festung. Diese erhebliche Steigerung der Besucherströme geht auf die verbesserte Erreichbarkeit mittels der Seilbahn und die vielen Veranstaltungen auf dem Festungsgelände zurück. Die UNESCO hat am 19. Juni 2013 in Phnom Penh auf der 37. Sitzung des Welterbekomitees beschlossen, den Betrieb der Seilbahn bis 2026 zu erlauben. In diesem Jahr endet die technisch längstmögliche Betriebsdauer. Dies bedeutet für die Festung Ehrenbreitstein einen weiteren Ausbau der kulturellen Aktivitäten. Dank der Seilbahn besuchten 2013 etwa 550.000 Menschen die Festungsanlage, eine weitere Steigerung zum Vorjahr und mehr als doppelt so viele wie vor der Bundesgartenschau erwartet wurde.

## Veranstaltungen

### Events
Das Höhenfeuerwerk „Rhein in Flammen“ wird alljährlich am zweiten Samstag im August von der Festung Ehrenbreitstein gegenüber von Koblenz abgeschossen. Hunderttausende Besucher entlang der Rhein- und Moselpromenaden und auf den Schiffen des größten Schiffskorsos Europas verfolgen dieses Spektakel.
2011 und 2012 war die Festung Ehrenbreitstein Spielstätte der Lichtströme. Unter der künstlerischen Leitung von Bettina Pelz und Tom Groll zeigten internationale Künstler und Designer ortsspezifische Installationen. Seit 2013 findet im Frühjahr das FestungsLeuchten, ein Lichtkunstfestival aus Lichtern und Klängen statt.
Es findet eine Vielzahl von weiteren Veranstaltungen statt, beispielsweise die Historienspiele, eine der größten Historienveranstaltungen Deutschlands, oder die Preußentage. Die Historienspiele lassen eine 3000-jährige Geschichte von den Kelten, Römern und Rittern bis zu den Kurtrierern und Preußen lebendig werden. Musikkonzerte von Klassik über Rock bis hin zu mittelalterlicher Musik werden ebenfalls auf der Festung ausgerichtet sowie das Zwischenwelten-Festival und das Weltmusikfestival Horizonte. Auch das Heeresmusikkorps Koblenz nutzt die Festungsanlage als Kulisse für seine Konzerte. Beim Festungsfest im Juni fand 2016 das erste Craft-Beer-Festival statt.
In den Wintermonaten findet 10:00 bis 17:00 Uhr samstags und sonntags die Jagd nach der Goldenen Kanonenkugel statt. Es handelt sich hierbei um eine Schnitzeljagd mit einem Fragebogen für Kinder und Jugendliche.
Unter dem Motto „GAUKLERFESTung“ fand 2013 erstmals die Gaukler- und Kleinkunstfestival nicht mehr in der Koblenz-Altstadt, sondern auf der Festung Ehrenbreitstein statt.

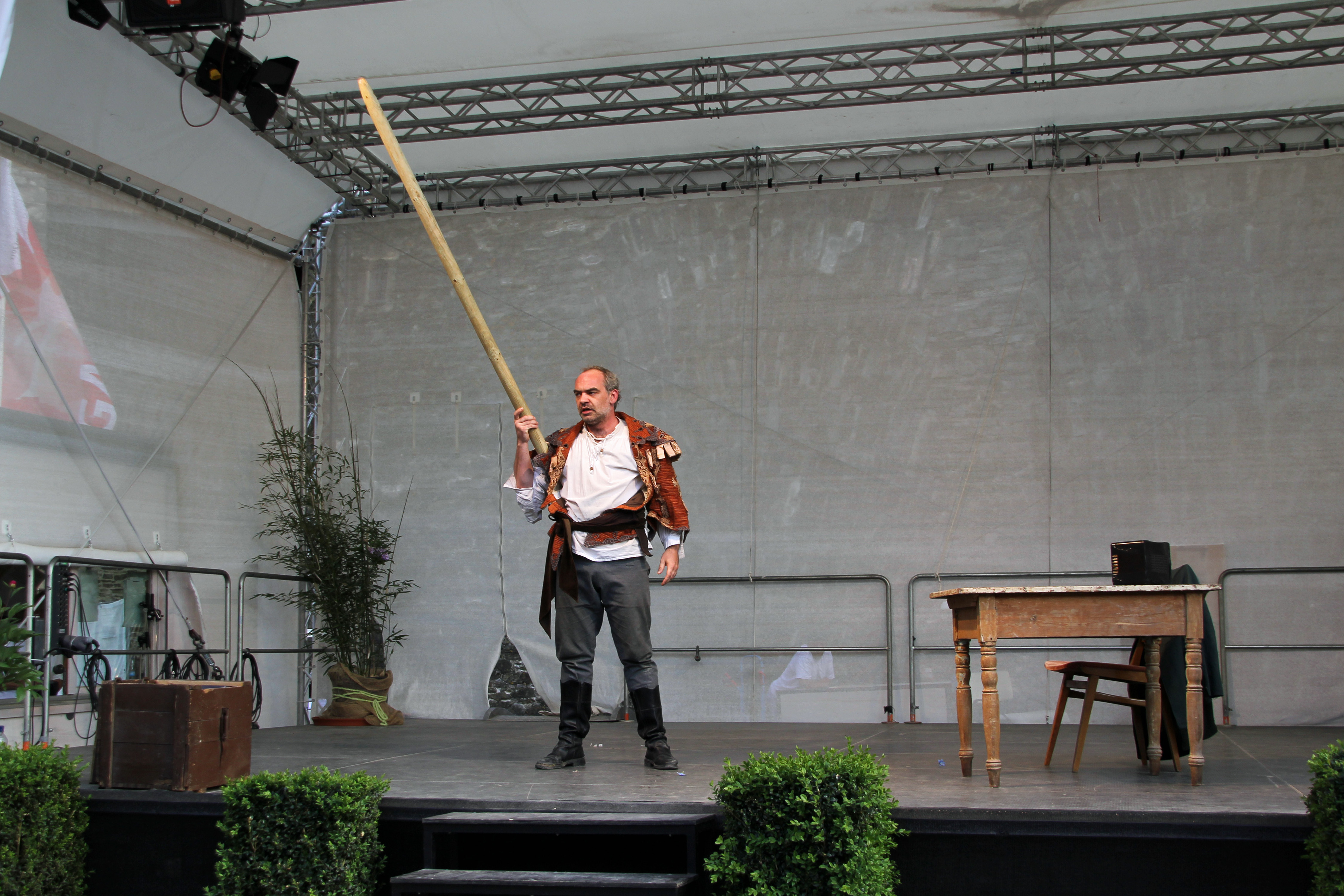
„Der ewige Soldat“ auf der Festung Ehrenbreitstein während der Bundesgartenschau 2011
- Das Heeresmusikkorps Koblenz spielt Preußens Gloria während des Preußentags 2011
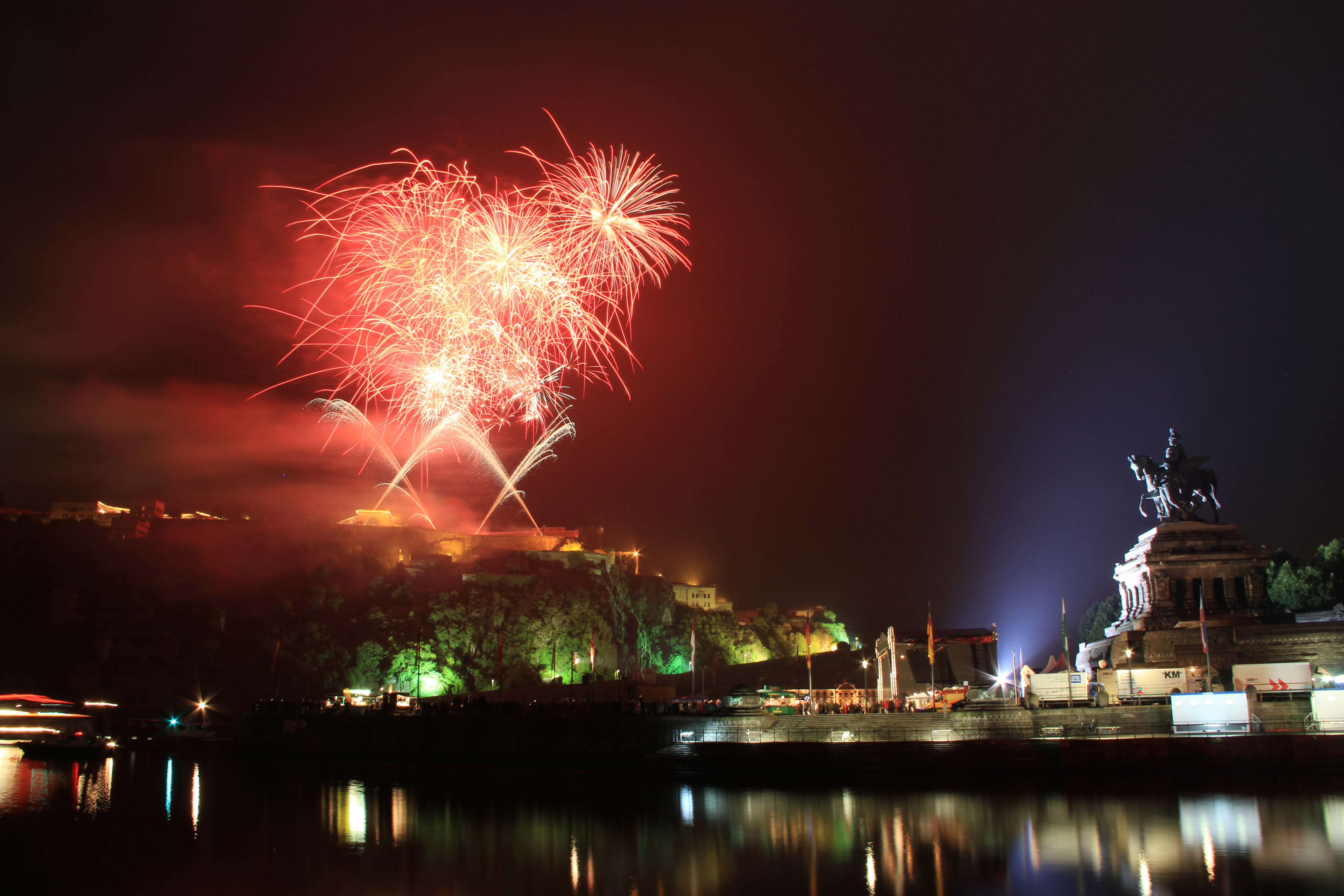
Rhein in Flammen 2011, abgeschossen von der Festung Ehrenbreitstein
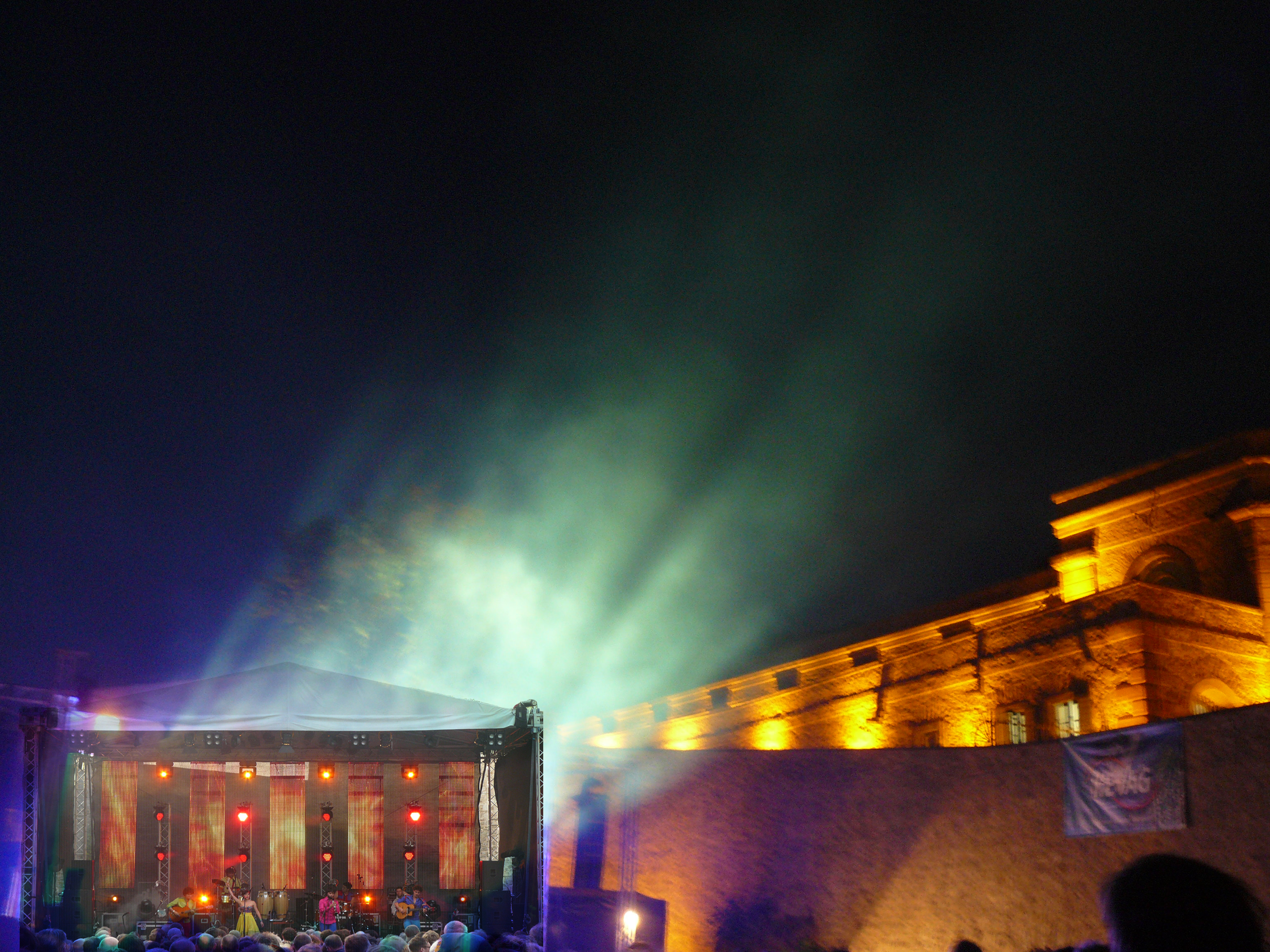
Das Weltmusikfestival Horizonte findet seit 2003 jährlich auf der Festung statt.

### Ausstellungen in der Festung
Das Landesmuseum Koblenz gehört zur Generaldirektion Kulturelles Erbe Rheinland-Pfalz und hat seit seiner Gründung 1956 seinen Sitz in der Festung Ehrenbreitstein.
Derzeit bespielt es in der Festung vier große Ausstellungshäuser mit Dauer- und Wechselausstellungen. Schwerpunkte sind Fotografie, Weinbau, Archäologie und Genuss sowie Wirtschafts- und Kulturgeschichte.
Im „Haus der Fotografie“ im „Turm Ungenannt“ präsentiert sich die „Landessammlung zur Geschichte der Fotografie“. Die Dauerausstellung vermittelt einen Überblick über die Geschichte des Mediums von den Anfängen bis in die Gegenwart. Alljährlich werden hier zudem wechselnde Präsentationen zum Medium Fotografie gezeigt; seit 2015 u. a. die Ausstellung des renommierten Nachwuchsförderungsprojektes „gute aussichten – junge deutsche fotografie“.
Im „Haus des Genusses“ in der „Langen Linie“, befindet sich die Dauerausstellung „WeinReich Rheinland-Pfalz“. Sie wird ergänzt durch Verkostungen und eine Weinstube sowie thematisch passende Sonderpräsentationen.
Im „Haus der Archäologie“ zeigt das Landesmuseum die Dauerausstellung „Geborgene Schätze. Archäologie an Mittelrhein und Mosel“ sowie unter dem Titel „Der aktuelle Fund“ wechselnde Präsentationen der Landesarchäologie. Auf dem Dach befinden sich die zur Bundesgartenschau 2011 geschaffenen „Archäologischen Zeitgärten“ mit verschiedenen historischen Themengärten. Im angeschlossenen Hands on-Erlebnisbereich können die Besucher Geschichte (be-)greifen und Objekte anfassen, die sonst in Vitrinen stehen.
Im „Haus der Kulturgeschichte“ am Oberen Schlosshof werden regelmäßig große Wechselausstellungen zu unterschiedlichen Themen gezeigt; darunter jährlich eine Kinder- und Familienausstellung, in der sich die Gäste interaktiv mit Kulturgeschichte auseinandersetzen können.

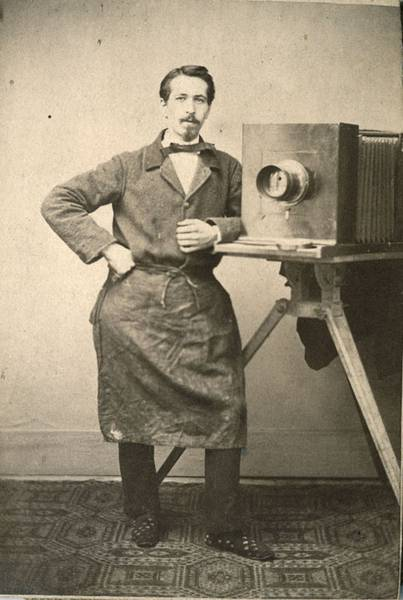
In seiner Fotosammlung hat das Landesmuseum Koblenz einen repräsentativen, zugleich nahezu vollständigen Überblick über das Lebenswerk des Fotografen Jacob Hilsdorf
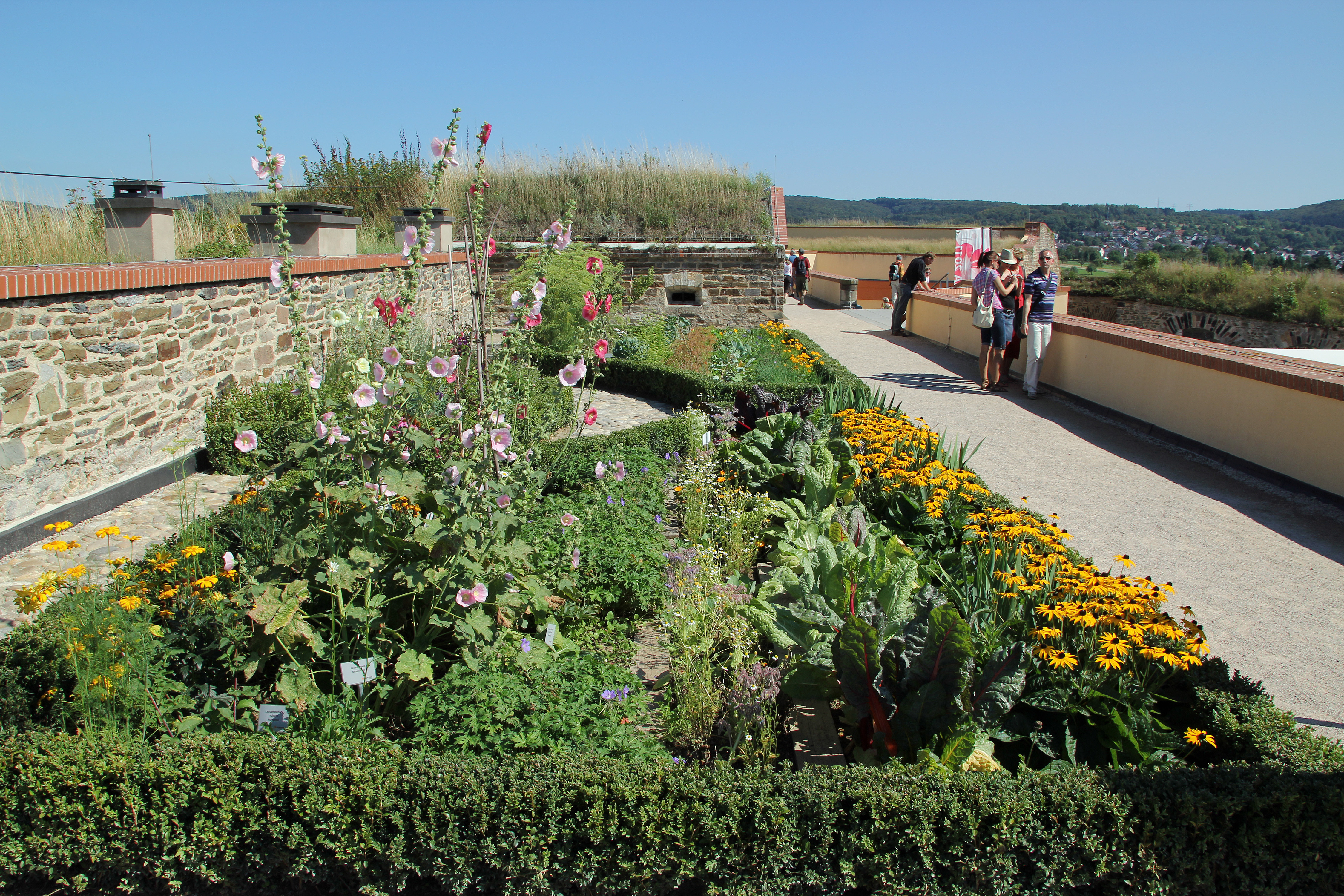
Archäologische Zeitgärten auf dem Dach der Contregarde rechts während der Bundesgartenschau 2011

## Denkmalschutz
Die Festung Ehrenbreitstein ist ein geschütztes Kulturdenkmal nach dem Denkmalschutzgesetz (DSchG) und in der Denkmalliste des Landes Rheinland-Pfalz eingetragen. Sie liegt in Koblenz-Ehrenbreitstein in der Denkmalzone Festung Ehrenbreitstein.
Seit 2002 ist die Festung Ehrenbreitstein Teil des UNESCO-Welterbes Oberes Mittelrheintal. Sie ist ein geschütztes Kulturgut nach der Haager Konvention und ist mit dem blau-weißen Schutzzeichen gekennzeichnet.